# Вьетнам
Вьетна́м (вьет. Việt Nam), ([vîət nāːm]), полная официальная форма — Социалисти́ческая Респу́блика Вьетна́м (СРВ)  (вьет. Cộng hòa Xã hội chủ nghĩa Việt Nam, тьы-ном 共和社會主義越南, конг хоа са хой тю нгиа вьет нам) — государство в Юго-Восточной Азии на полуострове Индокитай. На западе граничит с Лаосом и Камбоджей, на севере — с Китаем, с востока и юга омывается Южно-Китайским морем.
Столица — Ханой; крупнейший город — Хошимин. Большинство населения составляют вьеты. Государственный язык — вьетнамский с письменностью на латинице, ранее использовались китайские иероглифы (тьы-ном).

## Этимология названия
Название страны (китайскими иероглифами — 越南) состоит из двух слов: Việt означает титульную нацию — вьетов, а Nam — «юг»; буквально это означает «южные вьеты», что представляет собой кальку с китайского Юэнань, где юэ — китайское название вьетов, а нань — «юг».
Впервые название «Вьетнам» употребил поэт Нгуен Бинь Кхием в своей книге «Пророчества Чанг Чиня» в XVI веке, написав «… И был образован Вьетнам». Это имя было выгравировано на 12 стелах XVI—XVII веков — в частности, в пагоде Бао Лам в Хайфоне.
В 1804—1813 годах император Зя Лонг использовал слово «Вьетнам» в официальных документах, однако до 1945 года страна обычно называлась Аннам, пока название не было официально изменено на «Вьетнам» императором Бао Даем.

## Физико-географическая характеристика

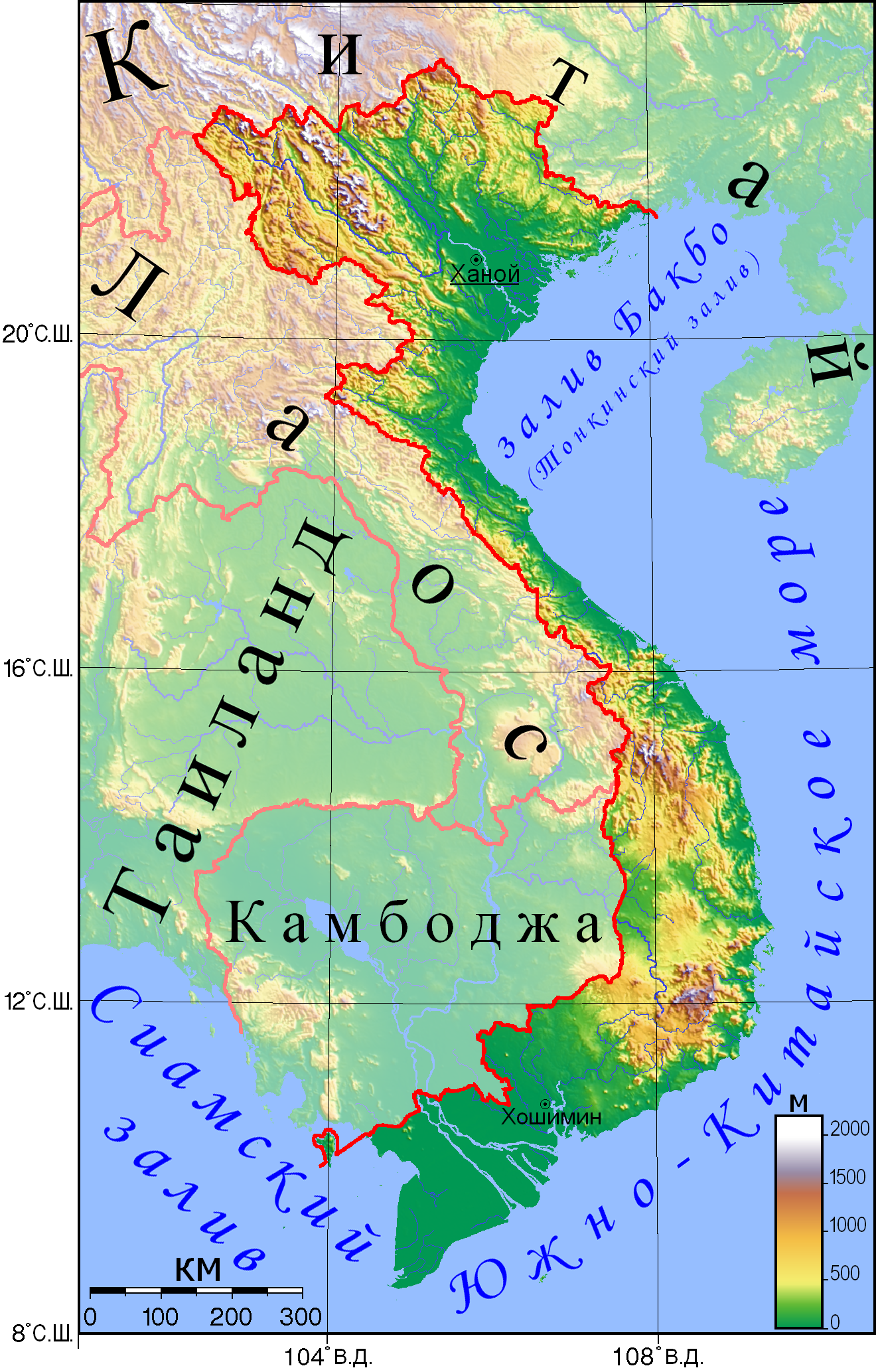
Физическая карта Вьетнама

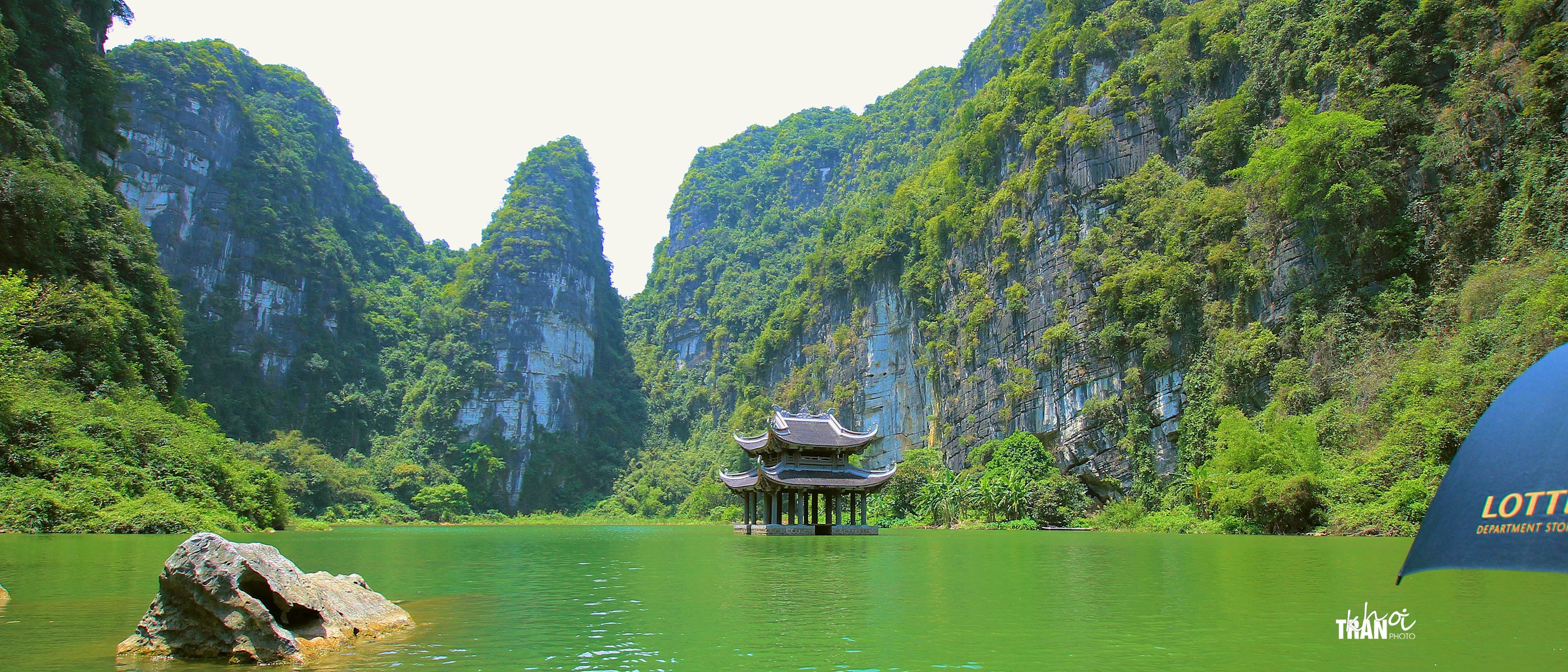
Горы и озеро во Вьетнаме

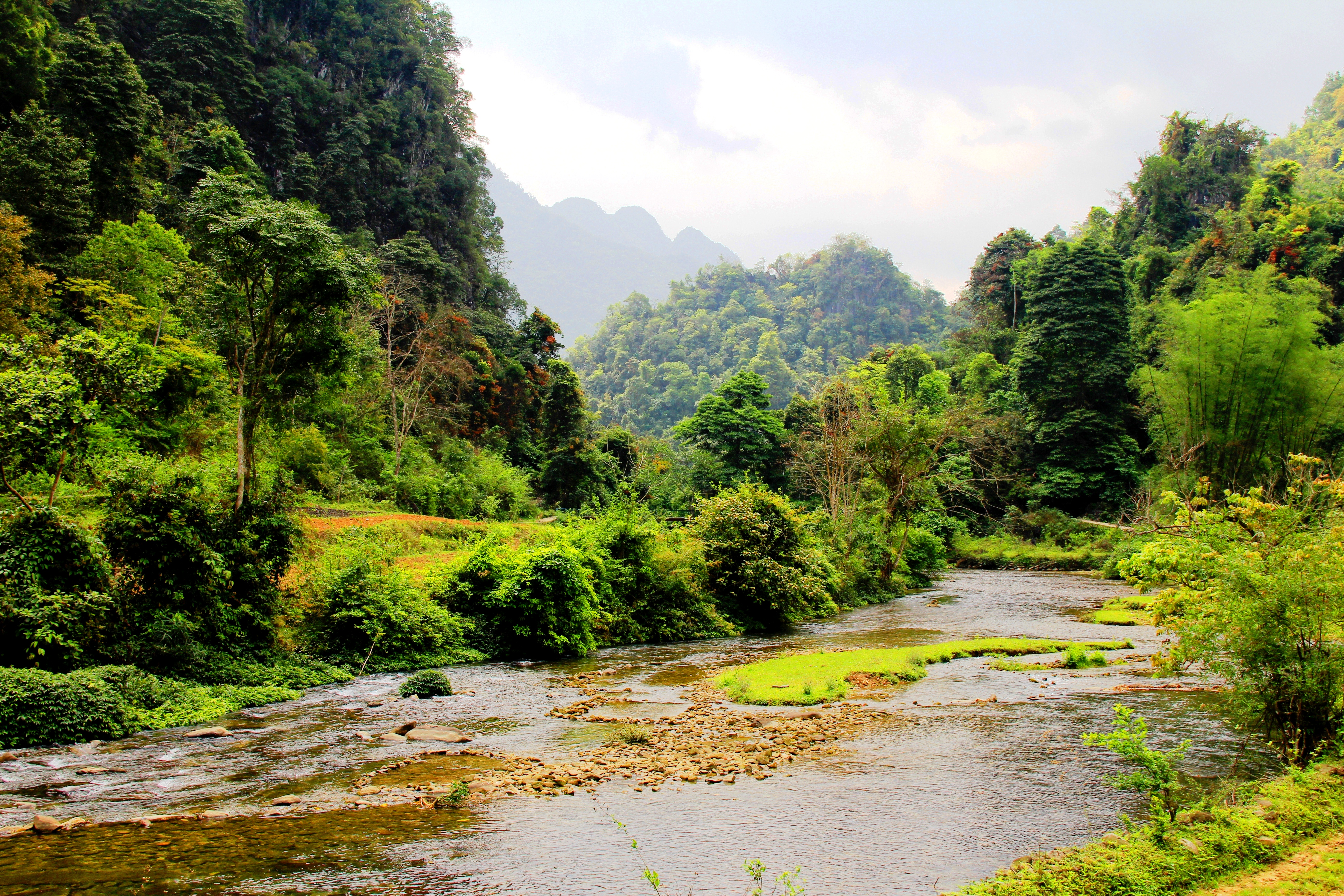
Природа Вьетнама

Вьетнам — государство в Юго-Восточной Азии, расположенное на полуострове Индокитай. На западе граничит с Лаосом и Камбоджей, на севере — с Китаем, с востока и юга омывается Южно-Китайским морем.
Более 80 % территории Вьетнама занимают низкие и средневысотные горы. На севере друг параллельно другу протягиваются глыбово-складчатые хребты юго-восточного простирания — Хоангльеншон (с высшей точкой Вьетнама горой Фаншипан — 3143 м), Шусунгтяотяй, Шамшао, разделённые узкими, глубокими продольными долинами. Вдоль западной границы протягиваются горы Чыонгшон (Аннамские горы). В центральной и южной части страны расположены цокольные и базальтовые плато — Плейку, Даклак, Ламвьен, Зилинь, составляющие Центральное плато.
Крупнейшие и самые полноводные реки Юго-Восточной Азии Хонгха и Меконг заканчивают своё течение на территории Вьетнама, впадая в Южно-Китайское море.
В низовьях и дельте Хонгхи на севере Вьетнама расположена аллювиально-дельтовая равнина Бакбо. Здесь же население страны сосредоточено наиболее плотно (плотность населения равна 1100 чел/км²) и расположена столица Вьетнама Ханой.
Обширная аллювиально-дельтовая равнина Намбо расположена на крайнем юго-западе страны в дельте Меконга. Здесь также высока плотность населения (450 чел/км²) и расположен крупнейший город страны Хошимин.
Множество небольших рек, стекающих с плоскогорья Тэйнгуен и Аннамских гор, в местах впадения в Южно-Китайское море образовали узкую полосу аккумулятивных приморских равнин.
Вьетнам расположен в области субэкваториального муссонного климата, но в силу большой протяжённости страны с севера на юг климатические условия на её территории несколько различаются. Зима на юге жаркая (26° С), на севере прохладная (15° С), температура воздуха иногда понижается до 1° С из-за проникновения холодного воздуха из Китая. В горах на высоте более 1500 м случаются заморозки. Режим выпадения осадков также изменяется по территории Вьетнама. Зима сухая на юге и влажная на севере, а летом муссонные дожди поливают всю территорию страны. В конце лета и начале осени побережье Вьетнама посещают разрушительной силы тайфуны. На наветренных склонах гор в год выпадает 2500—3000 мм осадков, на подветренных — 700—900 мм.

### Климат

Карта климата Вьетнама

Климат значительно отличается в северном и южном Вьетнаме. По Кёппену, северный Вьетнам имеет умеренный климат, а центральный и южный регионы — тропический.
На севере он умеренный, изменчивый и тропический, существует прохладный сезон с ноября по апрель и жаркий с мая по октябрь. На юге Вьетнама преобладает тропический климат: тёплый до очень жаркого в течение всего года, прохладнее с ноября по январь; здесь жарко с февраля по май и сезон дождей с мая по октябрь. Во время сезона дождей часто бушуют тайфуны, которые могут вызвать наводнения, особенно часто в дельте Меконга, но и в других прибрежных регионах бывают наводнения.

### Рельеф

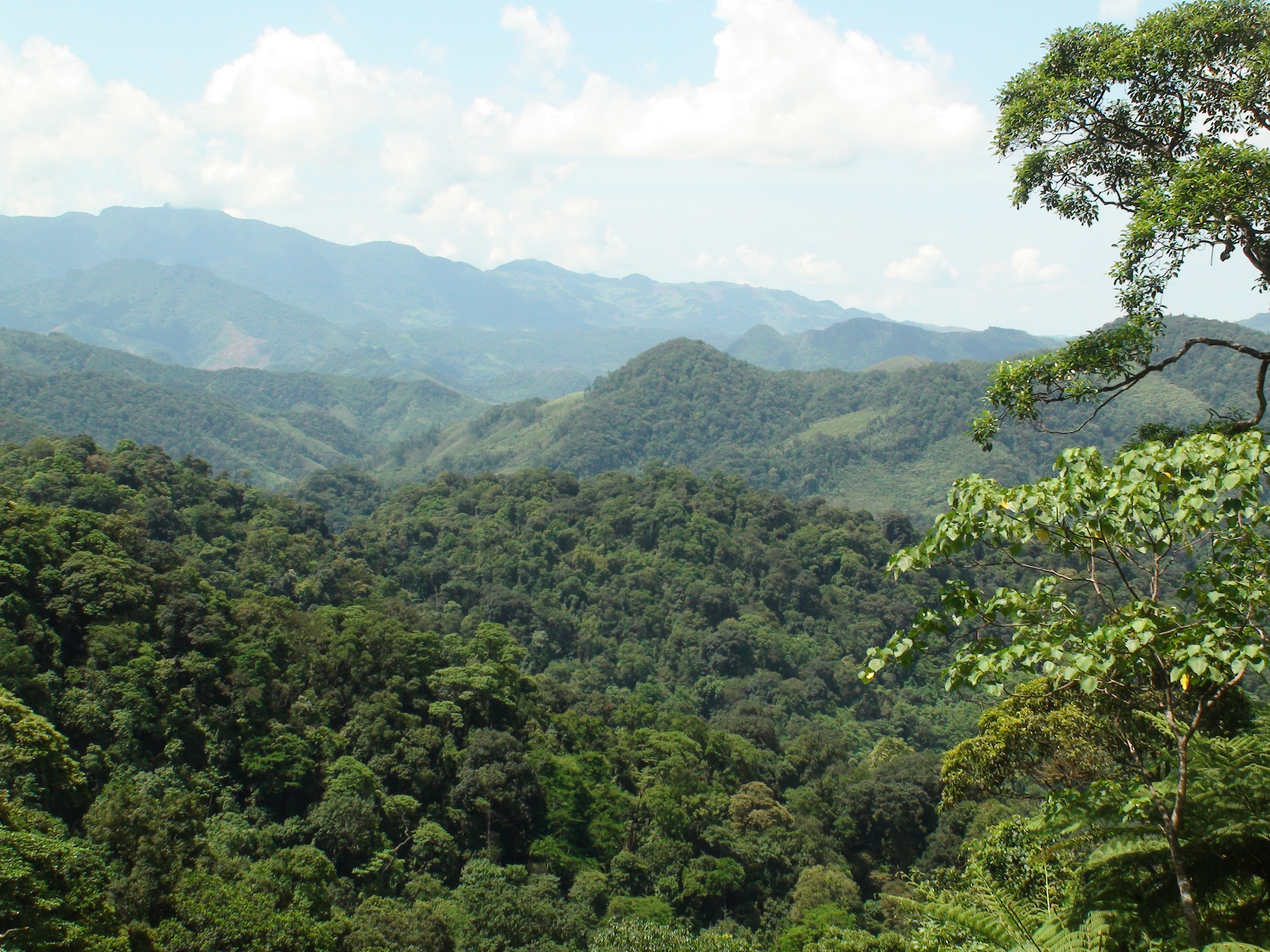
Вьетнамские возвышенности, покрытые лесом

Территория Вьетнама вытянута в меридиональном направлении (расстояние между крайними северной и южной точками — ок. 1750 км), а в широтном направлении её протяжённость от 616 км на севере (от Монгкая до вьетнамско-лаосской границы) до 46,5 км в центральной части (в области Чунгбо). Протяжённость береговой линии 3260 км. Разнообразие природных условий Вьетнама обусловлено его расположением на стыке различных природных зон и древней геологической структуры. Рельеф страны горный: более трёх четвертей занимают горы, плато и плоскогорья, от соседних государств Вьетнам отделяют горные хребты. К Вьетнаму также относятся острова и архипелаги.

### Внутренние воды
Во Вьетнаме насчитывается 2360 рек, протяжённость которых превышает 10 км. Шестнадцать из них имеют площадь водосборного бассейна свыше 2 тыс. км², девять рек Вьетнама имеют бассейн свыше 10 тыс. км². Бассейны этих девяти рек покрывают 80 % территории страны и составляют 70 % её водных ресурсов. Самые полноводные реки страны — это Меконг на юге и Хонгха (Красная река) на севере. Длина Меконга составляет около 4900 км, площадь бассейна 795 тыс. км². Длина Красной реки 1183 км, площадь бассейна — около 158 тыс. км².

### Почвы и полезные ископаемые
Северная часть Вьетнама богата разнообразными полезными ископаемыми. Главными из них являются каменный уголь, железная руда, свинец, цинк, бокситы, вольфрам, олово, руды редкоземельных элементов. В южной части страны известны месторождения каменного угля, золота и молибдена.
Зональные почвы Вьетнама — различные типы латеритов (красноземы, желтоземы, горные латериты). Самые плодородные почвы формируются на вулканических породах. Наибольшее хозяйственное значение имеют азональные аллювиальные почвы равнин, особенно дельты Меконга и Хонгха.

### Экология
С 1990-х годов дельта Меконга всё чаще подвергается угрозе затопления из-за глобального потепления: подъём уровня океана и ураганы приводят к оползням земли. Вьетнамское «Управление государственной программы охраны окружающей среды в деле противодействия изменениям климата» прогнозирует, что к 2100 году уровень моря может подняться на 1 метр и провинциям дельты Меконга грозит почти полное затопление. Правительство проводит программу противодействия этому с разными сценариями развития: строятся дамбы и плотины, обновляются площади защитных прибрежных лесов, идут работы по приспособлению флоры и фауны к изменениям климата.

## История

### Ранний период
В I тысячелетии до н. э. на территории современного южного Китая и современного северного Вьетнама существовало несколько государств древних вьетов.
Среди первых древневьетских государств наиболее известны более северные образования — прежде всего, царство Нго (кит. У) и царство Вьет (кит. Юэ), возникшее в VII веке до н. э. в низовьях Янцзы. При этом аутентичные источники не сохранились ни в самом царстве Вьет, ни в более южных государствах. Тем не менее о существовании на этой территории (особенно в низовьях Янцзы и на севере современного Вьетнама, в низовьях Красной реки — Хонгха) древнего и самобытного очага государственности говорят данные археологии.
Социальная структура царства Вьет (Юэ) характеризовалась древними источниками как более простая в сравнении с соседними древнекитайскими государствами. Также в отличие от древнекитайских государств основным занятием населения Юэ было поливное рисоводство. В VII—III вв. до н. э. (возможно это произошло гораздо раньше) на территории между устьями Янцзы и Красной реки появились пять государств: Ванланг, населённое предками современных вьетов — лаквьетами, — в низовьях Красной реки, затем на восток — Тэйау (Намкыонг), Намвьет, Манвьет, Донгвьет. Затем Тэйау завоевало Ванланг и образовало общее государство Аулак. Культурный уровень этих образований был довольно высок, при этом в северных царствах интенсивнее шло заимствование китайской культуры, чем в южных. Древние вьеты были в основном производителями-общинниками, более высокое положение занимали земельная аристократия и служилая знать, которые подчинялись правителю — выонгу. Аулак и Намвьет вели войны с Циньской империей, в ходе которых Намвьет был ею захвачен. Однако после падения империи Цинь Намвьет и Аулак объединились в единое государство Намвьет, во II в. до н. э. уступавшее по своей мощи только империи Хань.
Однако уже в конце II в. до н. э. страна попадает под власть ханьских императоров. Несмотря на кратковременное обретение независимости в результате «восстания двух сестёр», китайское владычество продержалось до IX века. Тем не менее лаквьеты фактически сохраняли свою внутреннюю автономию, постоянно ведя борьбу с захватчиками, при этом важную роль в жизни страны играли родовые объединения — хо. Социально-экономические процессы в Китае так же мало сказывались на вьетском обществе. В это же время в стране получает распространение проповедуемый индийскими монахами буддизм, который соседствовал с традиционными культами предков и сил природы.
В 541 году южнокитайское государство Лян попыталось сильнее подчинить вьетнамскую элиту, что привело к восстанию во главе с крупным чиновником, представителем одного из высших хо — Ли Боном. В результате нескольких побед он был провозглашён императором, основав династию Ранних Ли (541—603). В 544 году государство вьетов получило название Вансуан («империя бесчисленных вёсен»). После того, как Ли Бон был убит во время нового сражения с китайцами, фактическим руководителем страны стал Чиеу Куанг Фук, прогнавший в 551 году интервентов. С этого момента в Вансуане началась междоусобная война, разделившая страну на две части: западную во главе с Чиеу Куанг Фуком и восточную, управляемую дальним родственником Ли Бона — Ли Фат Ты.
В 602 году объединившая весь Китай империя Суй начала войну против вьетского государства Вансуан. В 603 году вьетские войска были разбиты, Вансуан был вынужден признать власть Суй. Захваченная территория Вансуана называлась китайцами «Зяоти», затем «Зяотяу», а с 679 года — «Аннам дохофу».

### Средние века

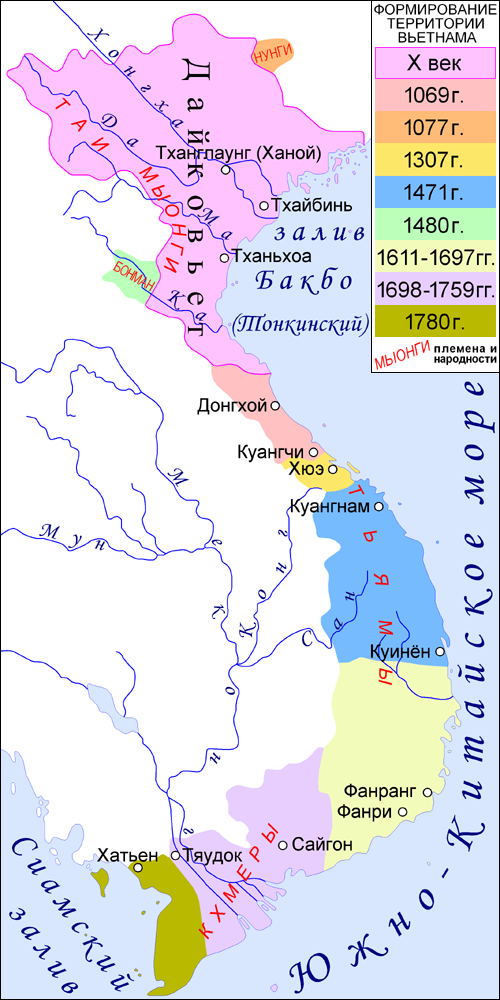
Формирование территории Вьетнама

В 880 году китайские войска покинули своё южное вьетское наместничество Аннам дохофу. В 939 году Нго Кюйен победил китайцев, пытавшихся влиять на вьетов, и основал династию Нго, которая пала в 961 году. В 968 году эта территория была объединена Динь Бо Линем под именем Дайковьет — Великий древний Вьет. Динь Бо Линь создал регулярную армию, покончил с внутренними распрями и упорядочил аппарат чиновников. С 981 года по 1009 год у власти находилась династия Ранних Ле. С 1010 года страной, называвшейся теперь Дайвьет, управляли Поздние Ли, которые проводили политику укрепления центральной власти при сохранении общинного самоуправления. В 1225 году в условиях вызванной экономическими трудностями смуты власть переходит к родственным Ли Чанам, основавшим новую династию (1225—1400).
Во второй половине XIII века Дайвьет, как и другие государства Юго-Восточной Азии, попал под удар монгольских вторжений. В 1285 году армия сына Хубилай-хана — Тугана — выступила из Китая и вторглась в пределы вьетнамского государства, которое было атаковано также и с моря — в дельте Красной реки высадился монголо-китайский десант. Однако силы захватчиков были разгромлены у реки Као — обратно в Китай вернулась лишь десятая часть интервентов. Окончательной победой вьетов стала битва на реке Батьданг. Монгольский флот, завлечённый джонками вьетов, натолкнулся на предварительно вбитые ими в дно реки заострённые стволы деревьев. Монгольские суда были забросаны горящими факелами и стрелами.
В 1400 году военачальником Хо Куи Ли был низложен последний правитель из династии Чан. Хо Куи Ли провёл ряд реформ — в частности, ввёл бумажные деньги. В его правление центральная власть вновь усилилась, о в 1407 г. страну вновь захватили китайцы, призванные сторонниками свергнутой династии Чан. Против китайского владычества выступил феодал Ле Лой, который после удачной освободительной войны в 1427 году провозгласил себя новым императором, основав династию Поздние Ле, правившую до восстания тэйшонов в конце XVIII века. Ле Лой попытался ограничить крупное землевладение, поощряя при этом мелкое землевладение. Был проведён всеобщий учёт казённых земель, которые были разделены между крестьянами. Строгие ограничения были наложены на куплю-продажу земли. Практиковалось выделение чиновникам общинных земель в соответствии с их рангом.
Во второй половине XV века Вьетнам вновь перешёл к наступательной политике, захватив соседнюю Тямпу и восточные районы Лансанга, впавшего в зависимость от вьетнамских правителей. Буддизм уступил свои позиции традиционным верованиям и конфуцианству. В 70-х гг. XV века была введена система 9 рангов чиновников, которые могли претендовать на повышение через каждые 6 лет. Самым распространённым способом получения новой должности стала сдача экзаменов на учёную степень. Особенностью вьетнамской знати в это время являлось отсутствие наследственной закреплённости статуса и, соответственно, высокая социальная мобильность. В XVI веке в стране, постепенно перешедшей от власти гражданских чиновников к власти военно-землевладельческих кланов, начался кризис: войны и громоздкий управленческий аппарат разоряли крестьян, развитию сельского хозяйства и ирригационных систем не уделялось внимания. Недовольство населения вызывало и начавшееся расслоение общины — социальной основы вьетнамского общества. К концу первой четверти XVII века фактическая власть в стране принадлежала двум влиятельным кланам: на севере от провинции Нгеан — семье Чиней, на юге — Нгуенам.

### Новое время

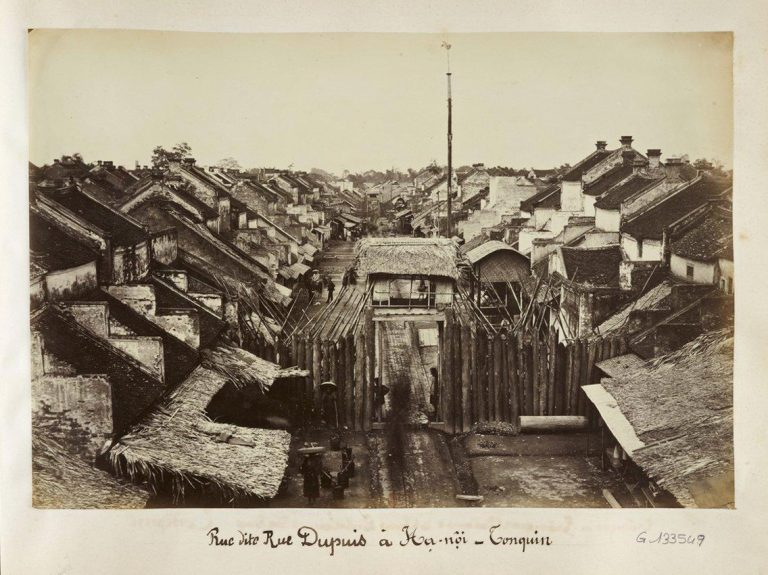
Улицы Ханоя до французской колонизации (в 1870 гг.)

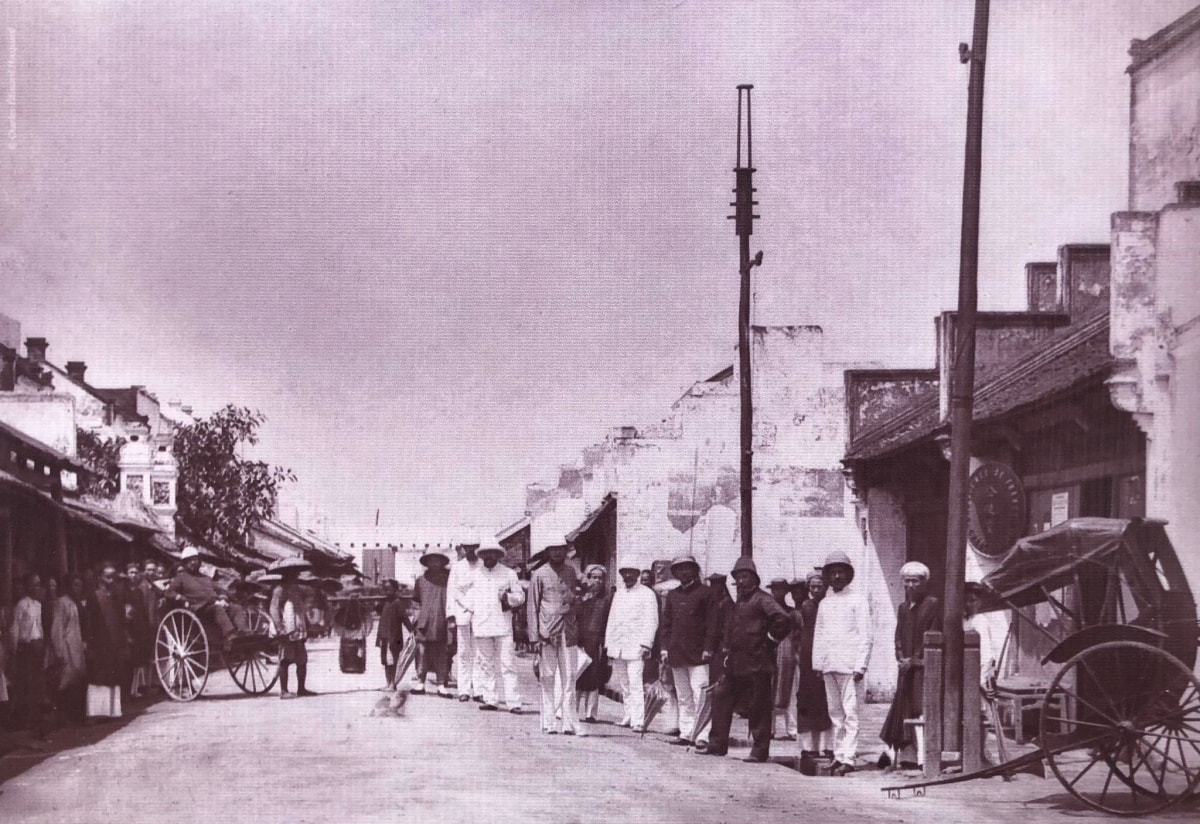
Ханой в 1884 г.

Кульминацией кризиса стало восстание Тэйшонов 1773 (1771)—1802 годов в северной части контролируемой Нгуенами территории. Тридцатилетняя гражданская война окончилась поражением восставших и воцарением правителя из династии Нгуенов, провозгласившим себя императором под именем Зя Лонга. Вьетнам снова стал единым государством, основанным на конфуцианских принципах. В начале XIX века усилившийся Вьетнам вёл длительную борьбу с Сиамом за контроль над Камбоджей.
В 1858 году под предлогом отказа вьетнамского правительства принять требования о свободе торговли началось французское вторжение во Вьетнам. Из захваченных в 1862 году трёх восточных провинций была образована колония Французская Кохинхина, к которой в 1867 году добавились три западные провинции — таким образом под французским влиянием оказался весь южный Вьетнам. В 1873 году было организовано очередное вторжение в Северный и Центральный Вьетнам, окончившееся в 1874 году невыгодным для вьетнамцев торговым договором, который хотя и не вступил в силу, в 80-х гг. был использован как предлог для новой интервенции. В 1882 году французы захватили Ханой, а в 1883 вынудили Вьетнам подписать договор о протекторате. Окончательно колониальный режим утвердился в 1885 году.

### Колониальный период

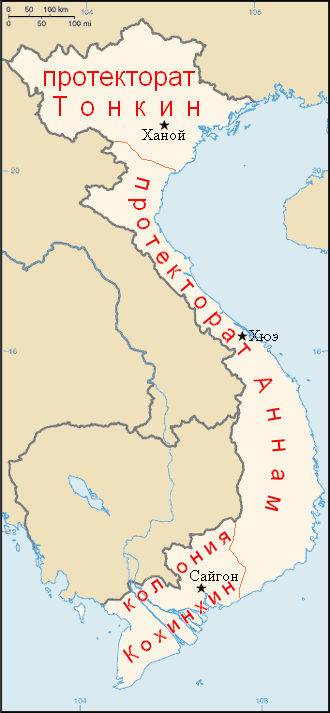
Французский Вьетнам

Во второй половине XIX века Вьетнам попал в колониальную зависимость от Франции. Страна была искусственно разделена на три части — колонию Кохинхина (Южный Вьетнам), протектораты Аннам (Центральный Вьетнам) и Тонкин (Северный Вьетнам). Вместе с Лаосом и Камбоджей Вьетнам вошёл в состав Французского Индокитая.
К 1930-м годам в стране сложилось мощное национально-освободительное движение, возглавляемое Коммунистической партией Индокитая (КПИК, лидер — Хо Ши Мин).

### Вторая мировая война. Японская оккупация
В годы Второй мировой войны Вьетнам был захвачен японцами, разоружившими, а затем полностью нейтрализовавшими французские гарнизоны. К концу войны японцы были вынуждены вывести свои войска для усиления обороны Японии и Маньчжурии, образовав при этом на территории Вьетнама марионеточную Вьетнамскую империю во главе с наследником вьетнамской императорской династии Нгуен — Бао Даем.
Воспользовавшись возникшим вакуумом власти, коммунисты, создавшие в 1941 г. Вьетминь, 13 августа 1945 года на II партийной конференции в Танчао приняли решение о восстании и избрали Временное правительство во главе с Хо Ши Мином. Августовская революция ликвидировала последние институты колониальной администрации: 19 августа восстание победило в Ханое, 23 августа — в Хюэ, 25 августа — в Сайгоне. 30 августа Бао Дай публично отрёкся от императорского престола. 2 сентября 1945 года на 500-тысячном митинге в Ханое Хо Ши Мин обнародовал Декларацию независимости, объявив миру о провозглашении на всей вьетнамской территории нового государства — Демократической Республики Вьетнам (ДРВ), а 9 ноября 1946 года Национальное Собрание ДРВ приняло конституцию, провозгласившую законодательным органом Национальное Собрание, избираемое народом сроком на 3 года, между сессиями которого действовал Постоянный Комитет Национального Собрания, главой государства — Президента, избираемого Национальным Собранием, исполнительным органом — Правительство, местными представительными органами — народные советы, местными исполнительными органами — административные комитеты, судебными органами — Верховный Суд, апелляционные суды, суды первой инстанции.
Однако международный фон в 1945—1946 годах был крайне неблагоприятным для ДРВ. В соответствии с Потсдамским соглашением США и Англия должны были осуществлять разоружение японских войск. США перепоручил это право войскам Чан Кайши, которые заняли северную часть Вьетнама, начиная от 16° с. ш. Английские войска заняли соответственно южную часть Вьетнама, начиная от 16-й параллели. Английское командование не признавало ДРВ и, более того, помогло возвращению на юг Вьетнама французского корпуса. Таким образом, впервые в истории страны в ней «одновременно оказалось так много оккупантов». 11 ноября 1945 году КПИК по тактическим соображениям объявила о самороспуске, продолжая действовать неофициально.
На этом сложном международном фоне 6 марта 1946 года правительство Хо Ши Мина пошло на подписание с Францией так называемых соглашений Хо—Сантени, по которым согласилось на пребывание страны в составе Французского союза в обмен на признание суверенитета ДРВ. По этому соглашению ДРВ признавала военное присутствие Франции (вместо армии Чан Кайши, которая должна была быть выведена по французско-китайскому соглашению, заключённому в феврале), сроком на пять лет. Статус юга Вьетнама (на тот момент Кохинхины) должен был решить референдум.
Однако Франция стремилась к полному восстановлению колониальной системы, так как была уверена в своём военном превосходстве. Продолжение франко-вьетнамских переговоров в апреле-мае 1946 г. в Далате никаких позитивных результатов не дало. Обе стороны лишь тянули время, чтобы лучше подготовиться к войне. В мае 1946 был создан «Национальный союз Вьетнама» — фронт Льен-Вьет, объединивший Вьетминь и многие партии и организации Вьетнама с целью совместной борьбы против французских колонизаторов. Переговоры с французской стороной продолжались вплоть до декабря 1946 г., когда окончательно стало ясно, что война неизбежна, и начались активные боевые действия.

### Вьетнам в годы Первой Индокитайской войны

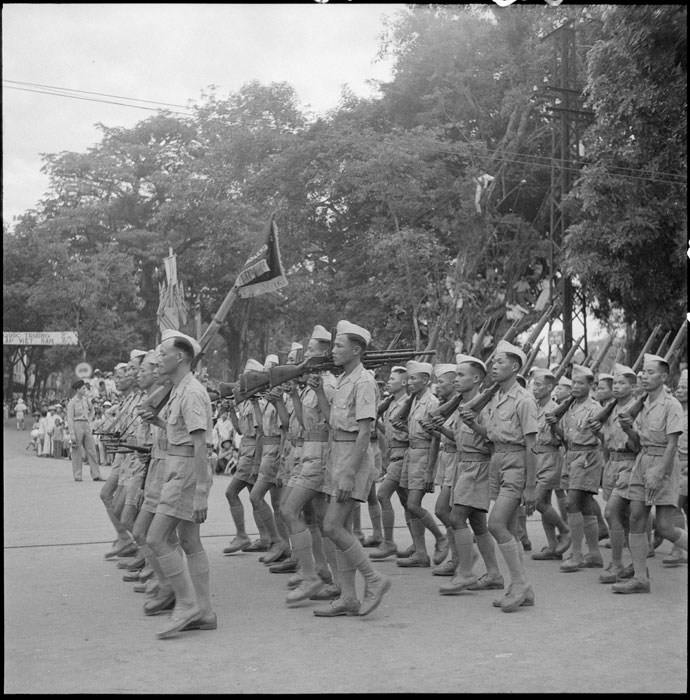
Парад батальона вьетнамской народной армии в Ханое 14 июля 1951 г.

В ноябре-декабре 1946 г. между Вьетнамской и Французской сторонами произошли первые военные столкновения, которые фактически аннулировали заключённые ранее вьетнамо-французские соглашения. 18—19 декабря 1946 г. ЦК КПИК в Ванфуке провёл заседание, на котором было принято решение развернуть «Войну Сопротивления» по всей стране. 19 декабря начались бои, которые не прекращались и в январе 1947-го. Началась «всенародная, всесторонняя и длительная война» с затяжным партизанским характером.
Война между Францией и её бывшими колониями, включая Вьетнам, проходила в 3 этапа: обороны, активного сопротивления и всеобщего контрнаступления.
На первом этапе войны военное и политическое руководство Вьетминя избегало крупных боёв, стремясь выиграть время для завершения создания ещё не до конца сформированной регулярной армии и приобрести боевой опыт. Войска ДРВ на этом этапе оставили основные города и провинциальные центры; боевые действия были перенесены в деревни, горы и леса. Французский экспедиционный корпус оккупировал большую часть городов и прибрежных районов. Главной ареной боёв стал северный Вьетнам. Осенью 1947 г. французы предприняли попытку захватить штаб-квартиру руководства Вьетминя, находящегося тогда во Вьетбаке, но потерпели крупное поражение и вынуждены были отступить, понеся большие потери.
После поражения во Вьетбаке, в 1948—1950 годах в войне наступил период равновесия сил. Франция отказалась от наступательных операций, перешла к стратегической обороне оккупированных ей районов ДРВ, и решила «воевать против вьетнамцев руками самих же вьетнамцев». В мае 1948 г. колонизаторы образовали на оккупированной территории марионеточное правительство Нгуен Сюана, а через год объявили о создании государства Вьетнам во главе с бывшим императором Бао Даем (последний представитель династии Нгуенов).

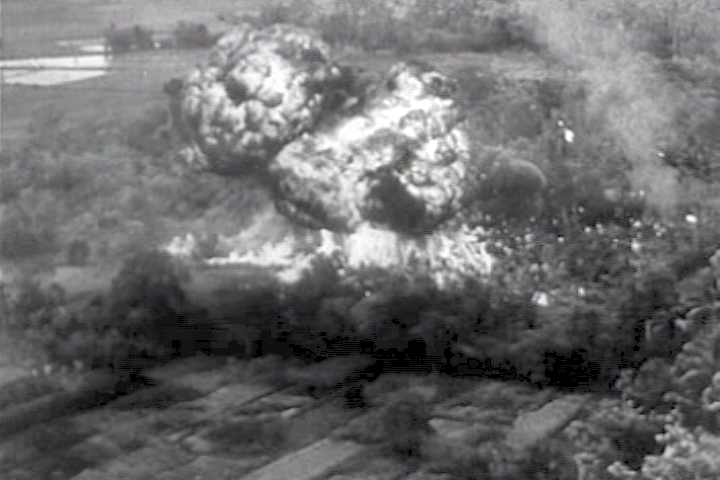
Самолёт французской авиации F8F Биркэт сбрасывает напалм на артиллерию Вьетминя во время операции Муэтэ (ноябрь 1953 г.)

В период затишья, когда не велись крупные военные кампании, на территориях, подконтрольных ДРВ, начали проводить аграрные преобразования и проводить меры по усилению армии и закреплению своей власти. Были изданы декреты о конфискации земель французских колонизаторов и вьетнамских «предателей» и о передаче их во временное пользование бедным крестьянам, о снижении арендной платы за землю на 25 %, об арендных отношениях и уменьшении долговых процентов и др. В марте 1950 г. началась национализация минеральных богатств страны, основных ирригационных систем, лесных массивов и путей сообщения. Декретом от 4 ноября 1949 г. была введена всеобщая обязательная военная служба. Под руководством генерала Во Нгуена Зяпа был проведён ряд мер по преобразованию армии из «любительской» в «профессиональную». В этом Вьетминю оказал значительную помощь Китай, с которым в 1950 г. были установлены дипломатические отношения (в том же году были установлены дипломатические отношения и с СССР).
В 1950 году в ходе войны наступил перелом. Ещё в 1949 г. Вьетминь совершил первые «учебные» попытки наступательных операций, атаковав французские форты в окрестностях Лаокая. В 1950 г. Вьетминь начал наступательные операции с целью расчистить территории, приграничные с Китаем, для открытия коридора, по которому в ДРВ могла бы поступать помощь от социалистических стран. В результате рейда был освобождён обширный район северного Вьетнама. В 1951 г. Зяп начал кампанию всеобщего контрнаступления, но она завершилась неудачно, приведя к большими потерям.

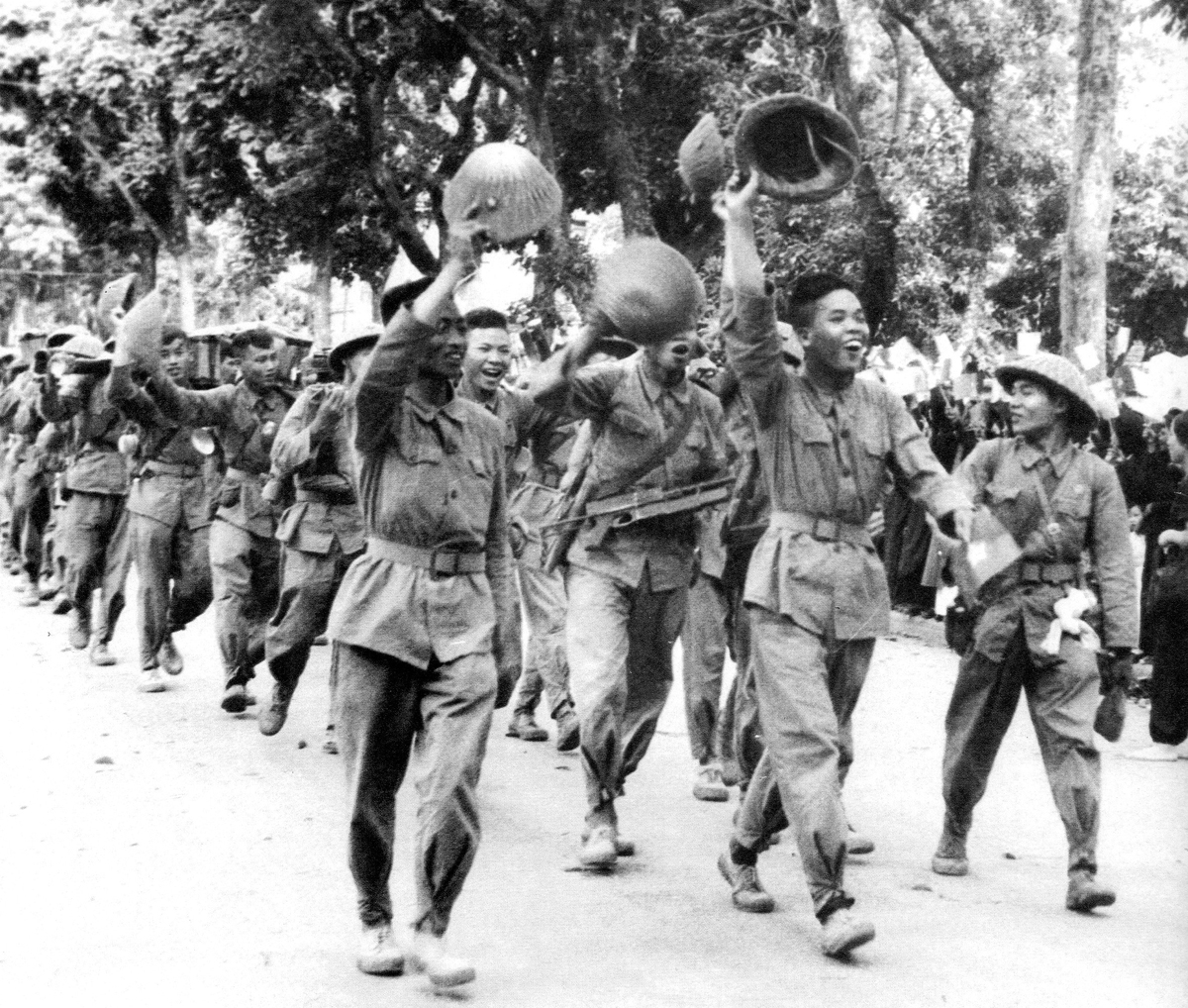
Солдаты Вьетминя идут в победном параде по улицам Ханоя 9 октября 1954 г.

В 1951 г. КПИК была переименована в Партию трудящихся Вьетнама (ПТВ), партия стала действовать как официально существующая организация. В том же году произошло слияние Вьетминя и Льен-Вьета в единый национальный Фронт Льен-Вьет. Проводились экономические реформы: в банковской, денежной, налоговой, таможенной сферах.
В 1953 г., несмотря на вмешательство в войну со стороны США и их активную помощь, величина которой в 1953 г. достигла 80 % военных расходов Франции, Вьетнамская народная армия начала всеобщее наступление на всех фронтах, которое продолжалось до июля 1954 года. Весной 1954 она разгромила силы французской колониальной армии в битве при Дьенбьенфу, ставшей самой крупной победой ДРВ в Войне Сопротивления. Крупные военные поражения и антивоенные протесты в самой Франции заставили французское правительство пойти на переговоры об урегулировании индокитайской проблемы. В июле 1954 г. на Женевской конференции были подписаны соглашения о восстановлении мира в Индокитае. Соглашения предусматривали, что вооружённые силы ДРВ и Франции прекратят огонь и в течение 300 дней завершат перегруппировку войск в двух зонах, соответственно к северу и к югу от демаркационной линии, установленной приблизительно по 17-й параллели. Через 2 года предусматривалось проведение всеобщих выборов, которые должны были сформировать единое правительство Вьетнама и завершить объединение страны. Подписание Женевских соглашений означало международное признание суверенитета и независимости Вьетнама.

### Вьетнам в годы Второй Индокитайской войны

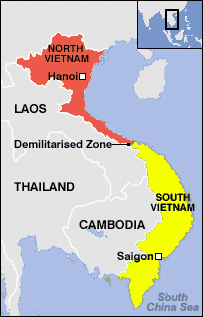
Разделение Вьетнама

Летом 1954 года были подписаны Женевские соглашения, предусматривавшие полную независимость Вьетнама, Лаоса и Камбоджи, а также скорейшее проведение свободных и всеобщих выборов. До выборов территория Вьетнама временно разделялась по реке Бенхай на две половины. Подобное положение дел не устраивало США, которые стремились помешать распространению коммунизма в Юго-Восточной Азии. При содействии Соединённых Штатов проведение выборов было сорвано, на юге была провозглашена Республика Вьетнам со столицей в Сайгоне, которую возглавил Нго Динь Зьем. В 1959 году руководство северной Демократической Республики Вьетнам (ДРВ) пришло к выводу о необходимости объединения страны силовым путём. Был создан Национальный фронт освобождения Южного Вьетнама (НФОЮВ, также известен как Вьетконг), который своими партизанскими операциями пытался подрывать влияние правительство в Сайгоне на периферии. В этом же году была принята новая конституция, переименовавшая Правительство в Административный Совет, а Верховный Суд в Верховный Народный Суд, апелляционные суды и суды первой инстанции были упразднены, а вместо них были созданы местные народные суды, были созданы Верховная Народная Прокуратура и местные народные прокуратуры.
К 1965 году НФОЮВ контролировал не менее 30 % территории Южного Вьетнама. В ответ США воспользовались Тонкинским инцидентом (обстрел вьетнамскими катерами американского эсминца, якобы находившегося в нейтральных водах) для того, чтобы приступить к систематическим бомбардировкам ДРВ, и начали переброску войск в Южный Вьетнам для борьбы с НФОЮВ. Однако решительные действия партизан на юге и успешное противостояние ДРВ авианалётам (при значительной поддержке СССР) привели к внушительным потерям среди американцев и вынудили Вашингтон в 1973 году подписать Парижские мирные соглашения, по которым американские войска выводились из Вьетнама. Без американской поддержки сайгонский режим, находившийся в глубоком кризисе, быстро пал в результате наступления северовьетнамских войск. 30 апреля 1975 года южновьетнамские войска сдали Сайгон.
Серьёзные конфликты происходили и во внутренней политике Северного Вьетнама. В руководстве компартии выделялись сторонники максимально жёсткого курса и более умеренная группа. В 1967 году председатель Центральной организационной комиссии ЦК Ле Дык Тхо и министр общественной безопасности Чан Куок Хоан — при участии секретаря ЦК Ле Зуана и с согласия Хо Ши Мина — организовали кампанию репрессий против «антипартийной группы» умеренных и сторонников министра обороны Во Нгуен Зиапа.
2 июля 1976 года произошло объединение Севера и Юга Вьетнама в Социалистическую Республику Вьетнам. В 1976 году была принята новая конституция Социалистической Республики Вьетнам (СРВ), Сайгон переименован в Хошимин, Постоянный Комитет Национального Собрания и должность Президента были упразднены, их функции перешли Государственному Совету, Правительственный Совет был переименован в Совет Министров, должность Премьер-Министра в должность Председателя Совета Министров, административные комитеты стали называться народными комитетами.

### Современная история

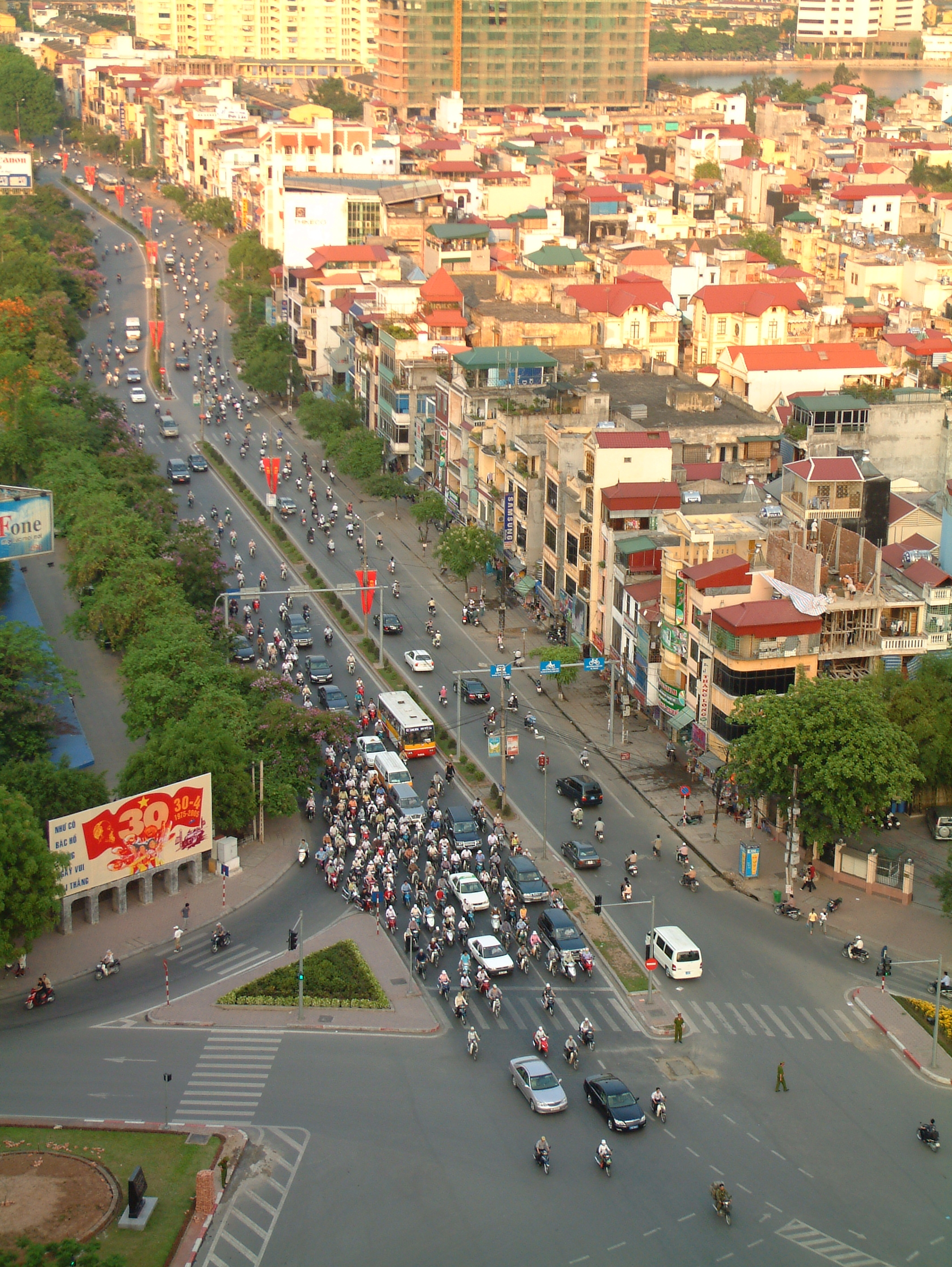
Улицы Ханоя

В 1974 году Китай аннексировал Парасельские острова, находящиеся к юго-востоку от острова Хайнань.
В декабре 1978 года вьетнамские войска в ответ на агрессию вошли в Камбоджу и свергли режим Пола Пота, что вызвало резкое недовольство КНР. В результате весной 1979 года произошла китайско-вьетнамская война, в ходе которой армия СРВ сумела остановить наступление вторгшихся в страну китайских войск, нанеся им большие потери. Дипломатическое вмешательство СССР заставило КНР отказаться от дальнейших действий против Вьетнама. После этого на китайско-вьетнамской границе периодически происходили вооружённые инциденты. Война обострила и внутриполитическую ситуацию во Вьетнаме: бывший член политбюро Хоанг Ван Хоан бежал в Китай, партийное руководство осуществило очередную политическую «чистку рядов».
В ходе кратковременной приграничной войны в 1979 году Китай отторг от Вьетнама спорные территории на севере. Китай также захватил часть островов Спратли.
Полностью отношения КНР и СРВ были восстановлены только в 1991 году по итогам переговоров на высшем уровне, состоявшихся 5—10 ноября.
В 1980-е годы антикоммунистическая политэмиграция и подполье пыталась оказывать вооружённое сопротивление. Наиболее масштабными были действия эмигрантско-повстанческого формирования Национальный объединённый фронт освобождения Вьетнама под командованием бывших южновьетнамских офицеров Хоанг Ко Миня и Ле Хонга. Такие попытки жёстко подавлялись властями. Последней вооружённой акцией повстанцев из-за рубежа был рейд под командованием Дао Ба Ке в августе 1989 года.
Слепое копирование советской модели народного хозяйства привело к серьёзному экономическому кризису во Вьетнаме. Под влиянием перестройки в СССР и реформ в КНР вьетнамское руководство в 1986 году объявило о начале проведения «политики обновления» («Дой Мой»). В собственно политической области этот курс предусматривал постепенную и осторожную либерализацию социально-экономической жизни под строгим контролем государства и коммунистической партии, с сохранением формальных атрибутов социалистического строя.
В 1988 году Социалистическая партия Вьетнама и Демократическая партия Вьетнама распустились сами собой.
В 1992 году была принята конституция Вьетнама, действующая в настоящий момент, Государственный Совет был упразднён, были воссозданы Постоянный Комитет Национального Собрания и должность Президента, Совет Министров был переименован в Правительство, должность Председателя Совета Министров в должность Премьер-Министра.
В настоящее время во Вьетнаме произошла частичная либерализация экономической системы и значительное расширение контактов с зарубежными странами при некотором ослаблении партийного контроля над всеми сферами общественной жизни.
Вьетнам — полноправный член Ассоциации государств Юго-Восточной Азии (АСЕАН). Существуют дипломатические отношения с США. Дипломатические отношения с СССР установлены 30 января 1950 года.

## Государственное устройство
По форме правления Вьетнам (СРВ) является республикой. Действующая Конституция Вьетнама была принята 15 апреля 1992 года. Согласно ей, руководящая роль в государстве и обществе принадлежит Коммунистической партии Вьетнама.

### Центральные органы власти
Высшим органом государственной власти является однопалатное Национальное собрание, состоящее из 498 депутатов, избираемых на 5 лет всеобщим прямым голосованием. Только Национальное собрание может принимать Конституцию и законы. Оно также осуществляет контроль за соблюдением законов и Конституции. В компетенции Национального собрания находится рассмотрение отчётов о работе Президента, Постоянного комитета Национального собрания, правительства, Верховного народного суда и Верховной народной прокуратуры. Собрание утверждает проект бюджета, устанавливает или отменяет налоги. Этот орган обладает правом избирать, освобождать, отзывать президента, вице-президента, Председателя Национального собрания и его заместителей, членов Постоянного комитета Национального собрания, премьер-министра, Председателя Верховного народного суда и главного прокурора Верховной народной прокуратуры; утверждает предложение премьер-министра о назначении или отзыве членов правительства; отменяет акты вышеназванных органов и должностных лиц в случае их противоречия Конституции, законам или постановлениям Национального собрания. Среди некоторых прочих полномочий Национального собрания: принятие решения об амнистии, установление военных и др. званий, решение вопросов войны и мира, ратификация и денонсация международных договоров или договоров с участием Вьетнама, решение вопроса о всенародном референдуме. В 2010-е годы оказалось, что Национальное собрание может отказать правительству страны: в 2010 году парламент отменил (как затратный и неэффективный) внесённый правительством проект строительства скоростной железной дороги между Севером и Югом Вьетнама.
Постоянно действующим межсессионным органом Национального Собрания является его Постоянный комитет. Он объявляет выборы и созывает сессии Национального собрания; толкует Конституцию, законы и указы; издаёт указы по поручению Национального собрания; осуществляет контроль за соблюдением Конституции и законов; контролирует деятельность правительства, Верховного народного суда и Верховной народной прокуратуры; приостанавливает действия актов правительства, премьер-министра, Верховного народного суда, Верховной народной прокуратуры, противоречащие Конституции, законам, постановлениям Национального собрания, и отменяет их акты, противоречащие указам и решениям Постоянного комитета. Постоянный комитет вправе утверждать предложение премьер-министра о назначении, освобождении отзыве членов правительства и докладывать об этом Национальному собранию на ближайшей сессии.
Главой государства является Президент Вьетнама, ответственный перед Национальным собранием. Он избирается Национальным собранием из числа депутатов на пятилетний срок. В компетенцию президента входят такие полномочия как: опубликование Конституции, законов, указов; внесение в Национальное собрание предложений о назначении, освобождении или отзыве вице-президента и премьер-министра, председателя Верховного народного суда и главного прокурора Верховной народной прокуратуры; заключение от имени СРВ международных договоров; издание приказов и решений; верховное командование вооружёнными силами и пр. С 23 октября 2018 года президентом СРВ является генеральный секретарь КПВ Нгуен Фу Чонг — таким образом, впервые со времён Хо Ши Мина произошло совмещение высших постов партии и государства (статус Чыонг Тиня как председателя Госсовета СРВ не был равнозначен президентскому).
Исполнительным органом Национального собрания и высшим распорядительным органом СРВ является Правительство, ответственное перед Национальным Собранием, его Постоянным Комитетом и Президентом. В состав Правительства входят Премьер-министр, вице-премьеры, министры и другие члены. На основе актов вышестоящих органов Правительство издаёт постановления и решения, а Премьер-министр — решения и директивы.

### Местные органы власти
В административном отношении Вьетнам состоит из 58 провинций и пяти городов центрального подчинения: Ханоя, Хошимина, Хайфона, Дананга и Кантхо. В этих городах и провинциях действуют народные советы — избираемые населением органы государственной власти. Срок их полномочий — 4 года. Провинции разделены на округа (уезды), в которых, как повсеместно в городах и деревнях (общинах), действуют избранные населением народные советы. С 1997 года провинциям и другим административно-территориальным единицам предоставлено право заниматься внешнеторговыми операциями.

### Судебная система
Судебная система включает Верховный народный суд в Ханое и нижестоящие народные суды в провинциях и крупных городах. Национальное собрание может в особых случаях, например, когда затрагиваются интересы национальной безопасности, создавать своим решением специальный орган судопроизводства. Верховный народный суд осуществляет контроль за работой подведомственных учреждений. Представители национальных меньшинств наделены правом пользоваться в суде родным языком. На государственном и провинциальном уровнях и в армии действуют народные инспекции, каждой из которых руководят ответственные сотрудники прокуратуры, которые выполняют задачи контроля за выполнением закона в государственных учреждениях, частных организациях, военнослужащими и гражданскими лицами. Дела на процессах судья рассматривает совместно с советом народных заседателей, состоящим из пяти-девяти человек. В стране насчитывается свыше 10 тысяч таких советов.

### Политические партии
Политические партии: Коммунистическая партия Вьетнама — правящая, создана в феврале 1930 года на прошедшей в эмиграции в Гонконге объединительной конференции коммунистических групп, существовавших с 1920-х годов. Лидером партии стал Хо Ши Мин. В октябре 1930 года она была переименована в Коммунистическую партию Индокитая (КПИК).
В феврале 1951 года КПИК была преобразована в Партию трудящихся Вьетнама (ПТВ). Председателем ЦК стал Хо Ши Мин, остававшийся на этом посту до смерти в 1969 году.
В декабре 1976 года ПТВ была переименована в Коммунистическую партию Вьетнама. Генеральным секретарём КПВ стал Ле Зуан, который оставался им до своей смерти в 1986 году.
КПВ является единственной партией в стране, поскольку Демократическая и Социалистическая партии прекратили своё существование в 1988 году.
Среди других политических организаций выделяется Отечественный фронт Вьетнама, созданный в 1955 году и включивший в 1977 году в свой состав Национальный фронт освобождения Южного Вьетнама (1960—1977) и Союз национальных, демократических и миролюбивых сил Южного Вьетнама (1968—1977). В Отечественный фронт Вьетнама входят также Коммунистическая партия, Всеобщая конфедерация трудящихся (создана в 1976 году), Союз коммунистической молодёжи Хо Ши Мина (создан в 1931 году), Союз женщин Вьетнама (создан в 1930 году) и другие организации.

### Правовая система
Правовая система Вьетнама сложилась в результате взаимодействия феодального вьетнамского права (писаного и обычного), французского права и права социалистических стран.

#### История и общая характеристика
В доколониальный период вьетнамское право имело много общего с китайской правовой системой. Законодательство здесь отступало на второй план, основную роль играли этические нормы. Право применялось субсидиарно и исключительно для разрешения вопросов государственного значения. Регулирование отношений между индивидами законодатель оставлял семье и общине, наделяя их правом применения уголовных санкций.
Во время французского колониального господства внедрялись западные юридические нормы и институты, чуждые местному менталитету. В этот период страна была разделена на 3 зоны: северную, центральную и южную, в которых действовало различное законодательство. Кохинхина — южный Вьетнам — получила статус колонии и полностью подчинялась французскому законодательству. Статус колонии и соответственный правовой режим имели также три города на севере: Ханой, Хайфон и Турань. Аннам — Центральный Вьетнам — был французским протекторатом и номинально здесь правил местный король. В 1925 году король Аннама делегировал свои административные и законодательные полномочия французскому Верховному комиссару. Северный Вьетнам, хотя и имел статус протектората, подчинялся непосредственно Франции.
В Южном Вьетнаме и трёх перечисленных городах действовало гражданское законодательство (по Декрету 1883 года). Однако оно было неполным и в неописанных случаях приходилось обращаться к Гражданскому кодексу Центрального Вьетнама или обычному праву, которое было записано в 1815 году в кодексе Gia Long. В отличие от Южного Центральный Вьетнам имел более полные кодексы: Гражданский (1936—1939), Кодекс гражданского и торгового процесса (1919), Уголовный кодекс (1933), Уголовно-процессуальный Кодекс и Торговый кодекс (1942). В северном Вьетнаме был принят Гражданский кодекс (1931).
После обретения независимости Вьетнам был поделён на две части, право в которых развивалось по-разному. В ДРВ практически всё колониальное законодательство было заменено. В Конституции 1959 год были закреплены основы правовой системы социалистического типа. Образцом для этой системы стало советское законодательство. В Южном Вьетнаме сохранялось старое законодательство, однако после 1954 года действие всех иностранных актов было отменено.
Провозглашение в 1975 году единого Вьетнама потребовало унификации законодательства, которое должно было быть построено на социалистических принципах. Курс на переход к рыночным отношениям, взятый в 1986 году, снова потребовал почти полной перестройки правовой системы. В 1992 году была принята новая Конституция, а в 1995 первый общевьетнамский Гражданский кодекс.
Однако правовая система Вьетнама сохранила некоторые прежние черты: монопольное руководство Коммунистической партии, официальный характер марксистско-ленинской идеологии, примат социалистической собственности, общественных и государственных интересов над частными.
Источники права: конституция, законы и постановления Национального собрания, указы (декреты) и постановления Постоянного комитета Национального собрания, приказы (ордонансы) и решения Президента Республики, решения и директивы Правительства, подзаконные акты министерств и ведомств, местных органов власти.

## Вооружённые силы, полиция, органы государственной безопасности
Всё, что касается Вьетнамской народной армии и других силовых структур, строго засекречено. В ноябре 1998 года Национальное собрание проголосовало за «прозрачность» информации в сфере государственного управления, после чего правительство разработало детальную программу ознакомления общественности с вопросами финансирования руководимых им служб и ведомств (она не касается армии, органов внутренней безопасности и партийных организаций). Численность военнослужащих в стране оценивают в приблизительно 0,5 млн человек, а сотрудников органов безопасности — 2 млн человек. Органы внутренних дел — Вьетнамская народная полиция, органы государственной безопасности, «Вьетнамская народная безопасность».
Министром обороны Вьетнама с 2016 года является генерал армии Нго Суан Лить, министром общественной безопасности — генерал-полковник То Лам. Оба генерала — члены Политбюро ЦК КПВ.

## Внешняя политика
31 августа 2004 года МИД КНДР сообщило об отзыве северокорейского посла во Вьетнаме в связи с «участием Вьетнама в заговоре», в результате которого в июле 2004 года в Южную Корею были доставлены 460 северокорейских беженцев. МИД КНДР потребовал от Вьетнама официальных извинений и пригрозил отозвать всех сотрудников своей дипломатической миссии во Вьетнаме, если власти этой страны не будут делать всё, чтобы препятствовать повторению таких инцидентов.

## Административно-территориальное устройство

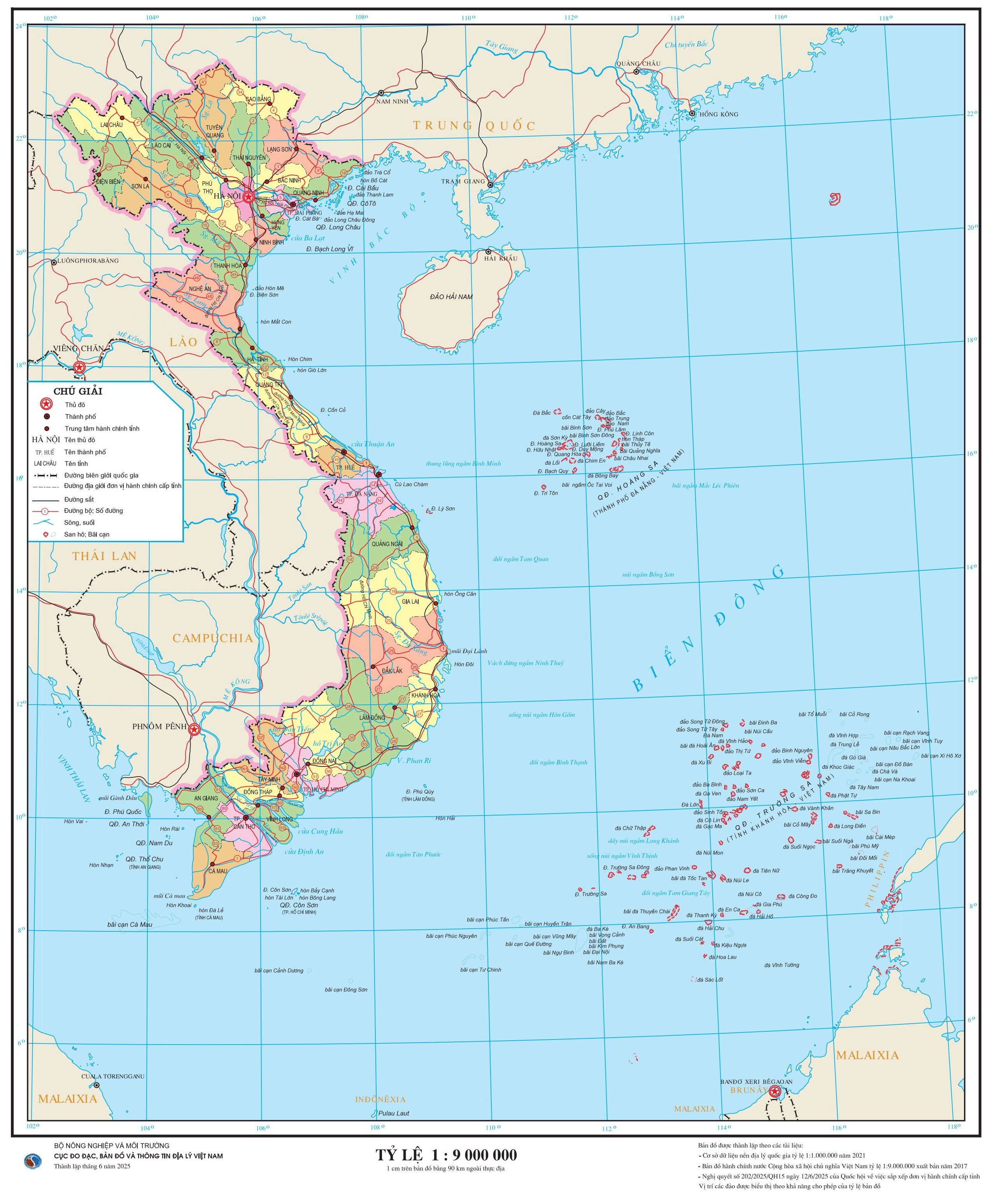
Административные единицы Вьетнама первого уровня

Административное деление Вьетнама определено согласно Конституции Вьетнама от 2013 года и имеет два уровня:
1. на первом, самом крупном уровне вся страна делится на 28 провинций и 6 крупных городов центрального подчинения имеющих такой же статус, как и провинции[65][66];
2. на втором уровне находятся самые мелкие административные единицы — городские кварталы, городские общины-коммуны и сельские общины-коммуны.

Более мелкий уровень деревень, сёл и т. п. не является административным.

## Население

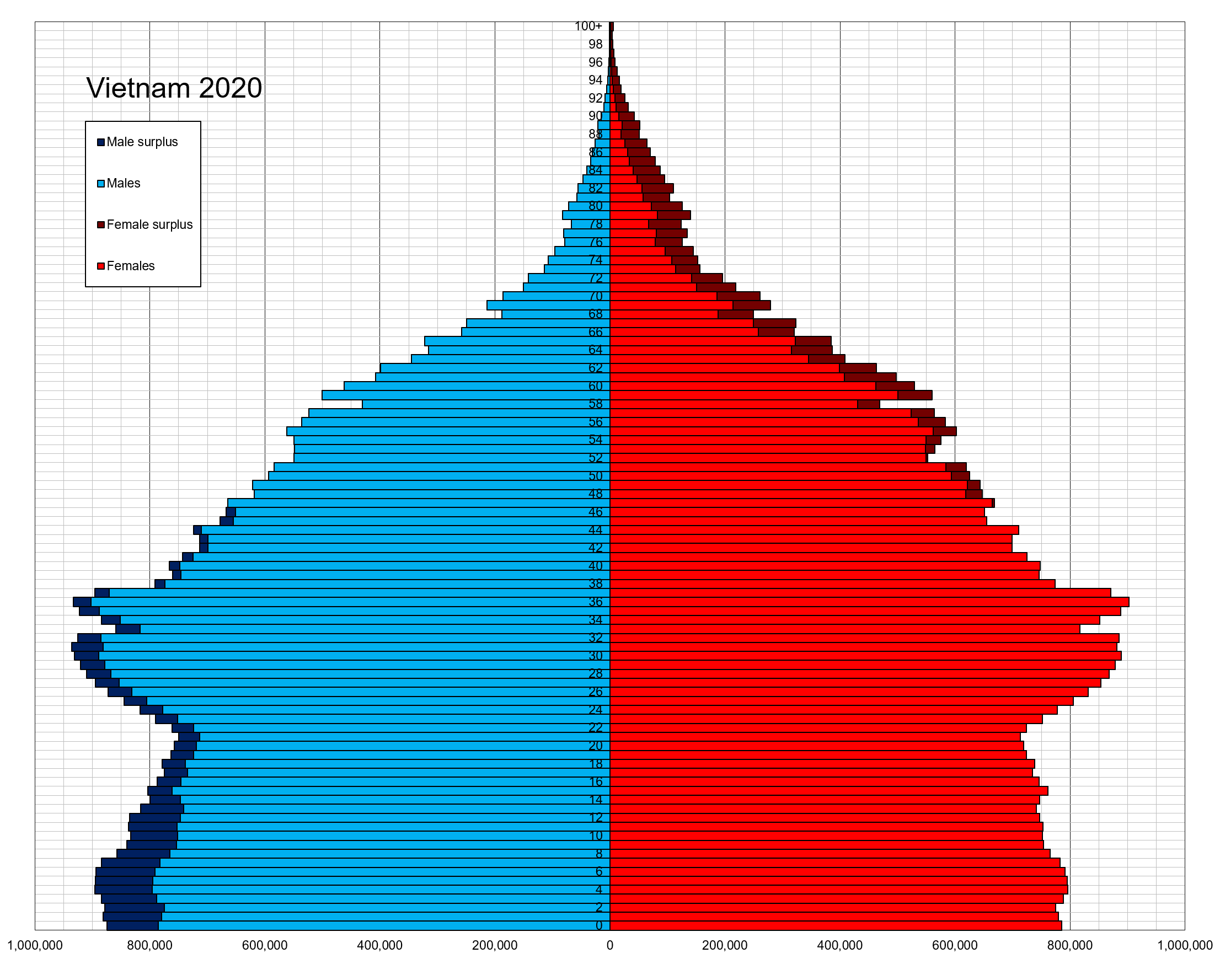
Возрастно-половая пирамида населения Вьетнама на 2020 год

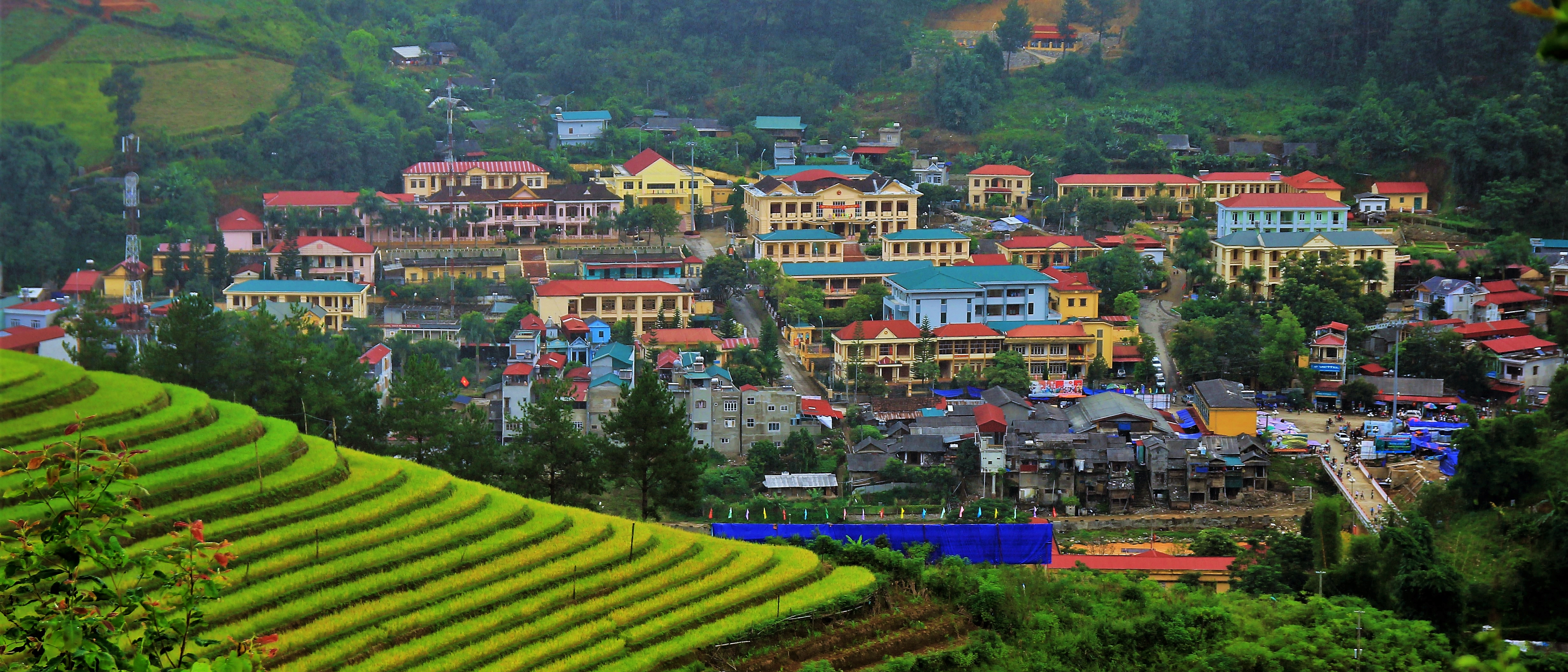
Вьетнамское поселение

### Общая характеристика
- Численность населения по данным переписи 2024 года — 101 112 656 человек[67] (по данным переписи 2019 года — 96 208 984 человека[68]).
- Годовой прирост — 1,1 % (фертильность — 1,91 рождений на женщину, 137-е место в мире).
- Средняя продолжительность жизни — 69,7 лет у мужчин, 74,9 года у женщин.
- Городское население — 30 %.
- Грамотность — 96 % у мужчин, 92 % у женщин (оценка 2002 года).
- Заражённость вирусом иммунодефицита (ВИЧ) — 0,4 % (по оценке 2009 года).

### Национальный состав
Этнический состав населения Вьетнама: вьеты — 85,7 %, таи — 1,9 %, тхай — 1,8 %, мыонги — 1,5 %, кхмеры — 1,5 %, мяо — 1,2 %, нунги — 1,1 % и прочие (по переписи 2009 года).

### Языки
Государственным языком страны является вьетнамский — один из австроазиатских языков (вьетские языки). Сегодня для записи языка вьетнамцы используют латиницу (вьетнамский алфавит) с различными диакритическими знаками для обозначения тонов языка, ранее для его записи использовались китайские иероглифы (тьы-ном). Выделяются северный и южный диалекты вьетнамского языка.

### Религия
Религии во Вьетнаме распределяются следующим образом: буддисты — 9,3 %, католики — 6,7 %, хоа-хао — 1,5 %, каодай — 1,1 %, протестанты — 0,5 %, атеисты и последователи местных анимистических культов — 80,8 % (по переписи 1999 года).
Основной религией вьетнамцев является система народных верований, основу которой составляют ритуалы «тхо кунг то тьен» (культа предков), неукоснительно исполняемые большинством жителей страны. Этот культ не имеет оформленного вероучения, иерархии духовенства и социальной организации (общины, приходы и т. п.) и, следовательно, не обладает статусом религиозной конфессии. Во время переписи 1999 года все лица, затруднившиеся указать свою конфессиональную принадлежность, были записаны в разряд атеистов.

## Экономика

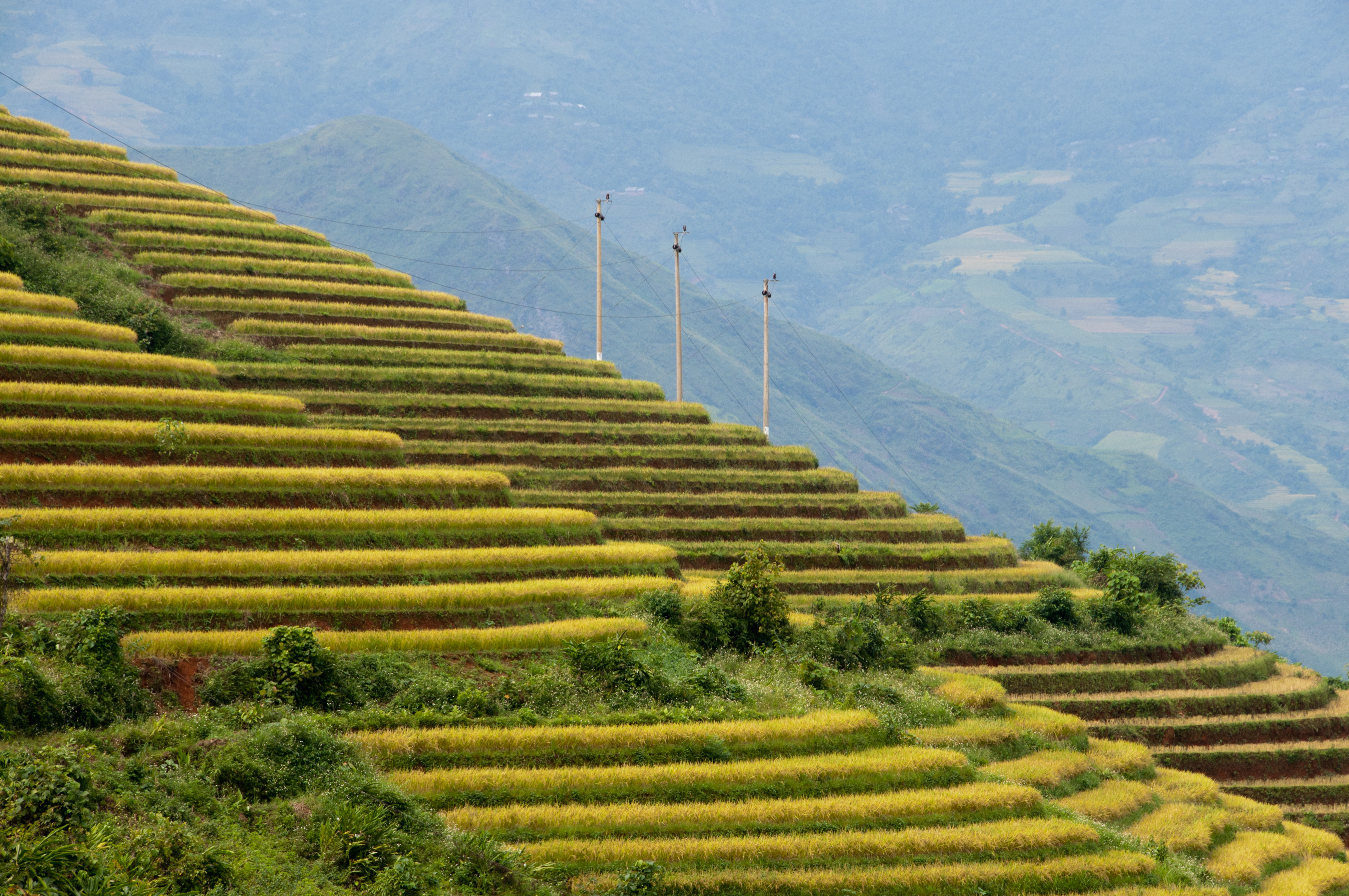
Рисовые поля

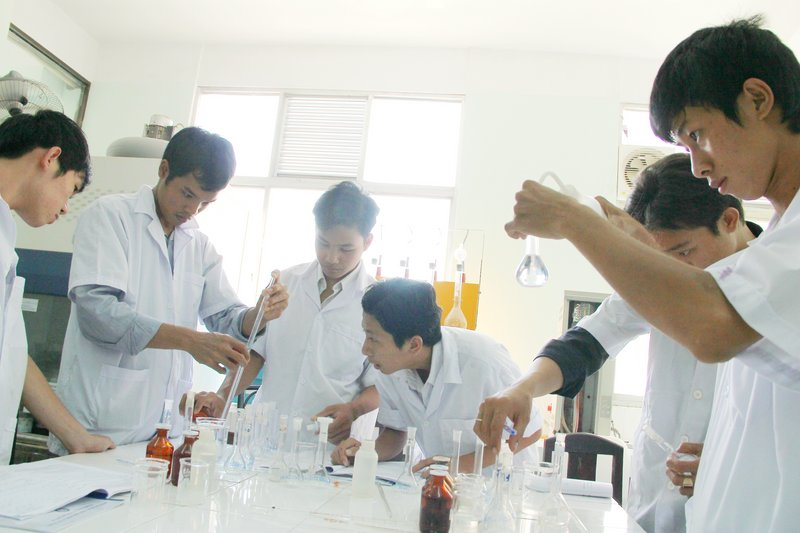
Вьетнамские обучающиеся выполняют лабораторную работу

### Общая характеристика
Государственно-бюрократическая система управления экономикой привела в середине 1980-х годов к её хроническому кризису. В 1986 году начался период реформ по развитию рыночных отношений при сохранении социалистических ориентиров развития. В 1990 году Национальное собрание приняло первые законы о частных предприятиях, об акционерных обществах и об обществах с ограниченной ответственностью, моделью для которых послужило французское законодательство. Тем не менее государство оставило за собой право полного контроля над частным предпринимательством. Новые социально-экономические отношения получили подтверждение и в Конституции 1992 года, согласно которой хозяйственная жизнь основывается на общенародной, коллективной и частной собственности (ст. 15).
Была проведена приватизация ряда государственных предприятий, число которых уменьшилось с 12 084 в 1991 году до 6300 в 1995. Последнее происходило как за счёт ликвидации слабых предприятий, так и объединения предприятий. В 1991 году государство впервые разместило облигации госзайма на 220,5 млрд донгов, в дальнейшем стали выпускаться бонды в долларах.
Рыночные реформы привели к высоким результатам. С 1990 года по 1997 год ВВП увеличивался ежегодно на 8,9 %. В 1995—1997 Вьетнам лидировал среди стран-членов АСЕАН. К 2000 ВВП на душу населения составил 400 долл. Прямые иностранные инвестиции, которые в 1991 равнялись ≈ 2,3 млрд долл. США, в 1997 увеличились до 31,2 млрд долл., что составило 30 % всех капиталовложений. В 1998 вывоз товаров и услуг составлял 42 % ВВП, ввоз — 47 % ВВП.
Азиатский финансовый кризис 1998—1999 привёл к тому, что импорт в страну уменьшился на 3 % при расширении экспорта на 0,9 %, а объём иностранных инвестиций сократился.
ВВП в 2009 году — 92,4 млрд долл. ВВП на душу населения (по паритету покупательной способности) — 2,9 тыс. долл. (167-е место в мире).
Во Вьетнаме нет единой минимальной заработной платы для всей страны, она устанавливается по четырём экономическим регионам страны, разделённым по уровню развития и стоимости жизни — с 1 января 2020 года в месяц:
- регион I — 4,42 млн донг ($190,51);
- регион II — 3,92 млн донг ($168,94);
- регион III — 3,43 млн донг ($147,83);
- регион IV — 3,07 млн донг ($132,31).

### Занятость и профсоюзы
Во Вьетнаме в профсоюзах состоит лишь небольшая часть работающих. По данным на середину 2014 года в стране насчитывалось 116 тыс. первичных профсоюзных организаций, членами которых были более 8,3 млн человек. При этом в стране часто бывают (в основном на иностранных предприятиях) забастовки — за 2009—2011 годы во Вьетнаме их было 1712.

### Трудовая миграция за рубеж
В начале 2000-х годов вступил в силу закон «Об основах отправки вьетнамских трудовых мигрантов за рубеж по контрактам». В результате с 2001 по 2011 год число работающих за рубежом увеличилось с 36 168 человек до 88 298 человек.

### Промышленность и энергетика

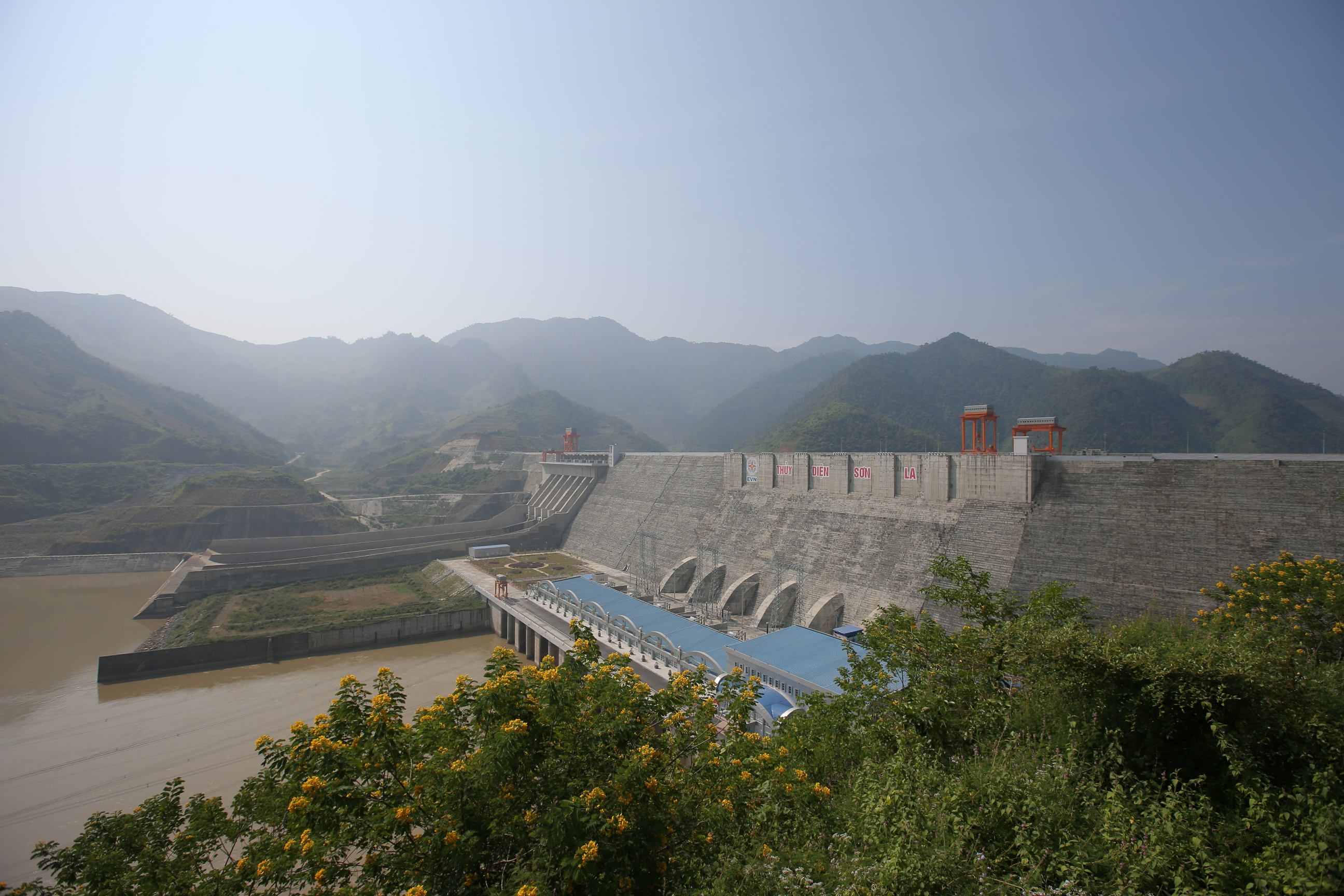
Вьетнамская гидроэлектростанция

Природные ресурсы: фосфаты, уголь, марганец, бокситы, хромиты, залежи нефти и газа на морском шельфе, лес, гидроэнергия.
Промышленность (15 % работающих, 40 % ВВП) — сотовые телефоны, бытовая электроника, комплектующие к компьютерам и офисная техника, обработка сельхозпродукции, одежда, обувь, добыча нефти, судостроение. Сфера обслуживания — 33 % работающих, 39 % ВВП. Безработных — 6,5 % (2009 г.).
Электроэнергия в стране вырабатывается преимущественно на гидроэлектростанциях, и если начало сезона дождей задерживается, то наступают перебои в производстве электричества. В планах по развитию — строительство первой атомной станции в провинции Ниньтхуан по российскому проекту и с помощью российских специалистов. Кроме того, предполагается, что новый центр ядерных исследований «Центр ядерной науки и технологий» будут строить также российские специалисты.
Во Вьетнаме существует лишь один собственный производитель легковых автомобилей - VinFast.

### Сельское хозяйство и рыболовство
Сельское хозяйство (52 % работающих, 21 % ВВП) — рис, кофе, каучуконосы, хлопок, чай (общая площадь чаеводства около 131 тыс. га; доход отрасли составляет около 150 млн долларов в год, из них 70 % — доля экспорта), перец, соя, кешью, сахарный тростник, арахис, бананы, птица, вылов рыбы и морепродуктов.
Международная организация кофе сообщила, что за первую половину 2012 года эта страна Юго-Восточной Азии на 13 % обогнала Бразилию по производству кофейных зёрен, и таким образом Вьетнам впервые в истории стал крупнейшим в мире экспортёром кофейных зёрен.

#### Туризм

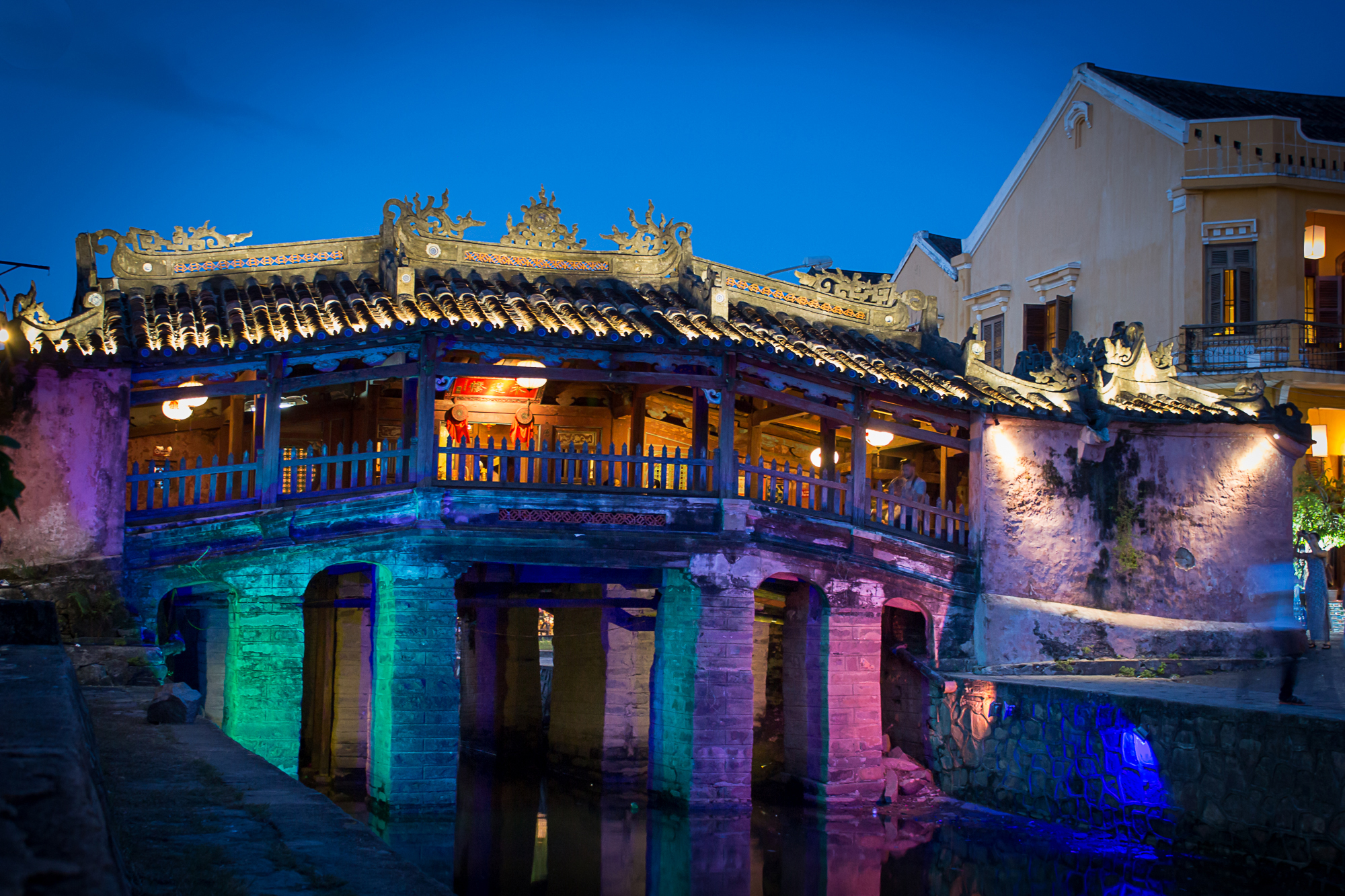
Достопримечательность, внесённая в список всемирного наследия

### Компании

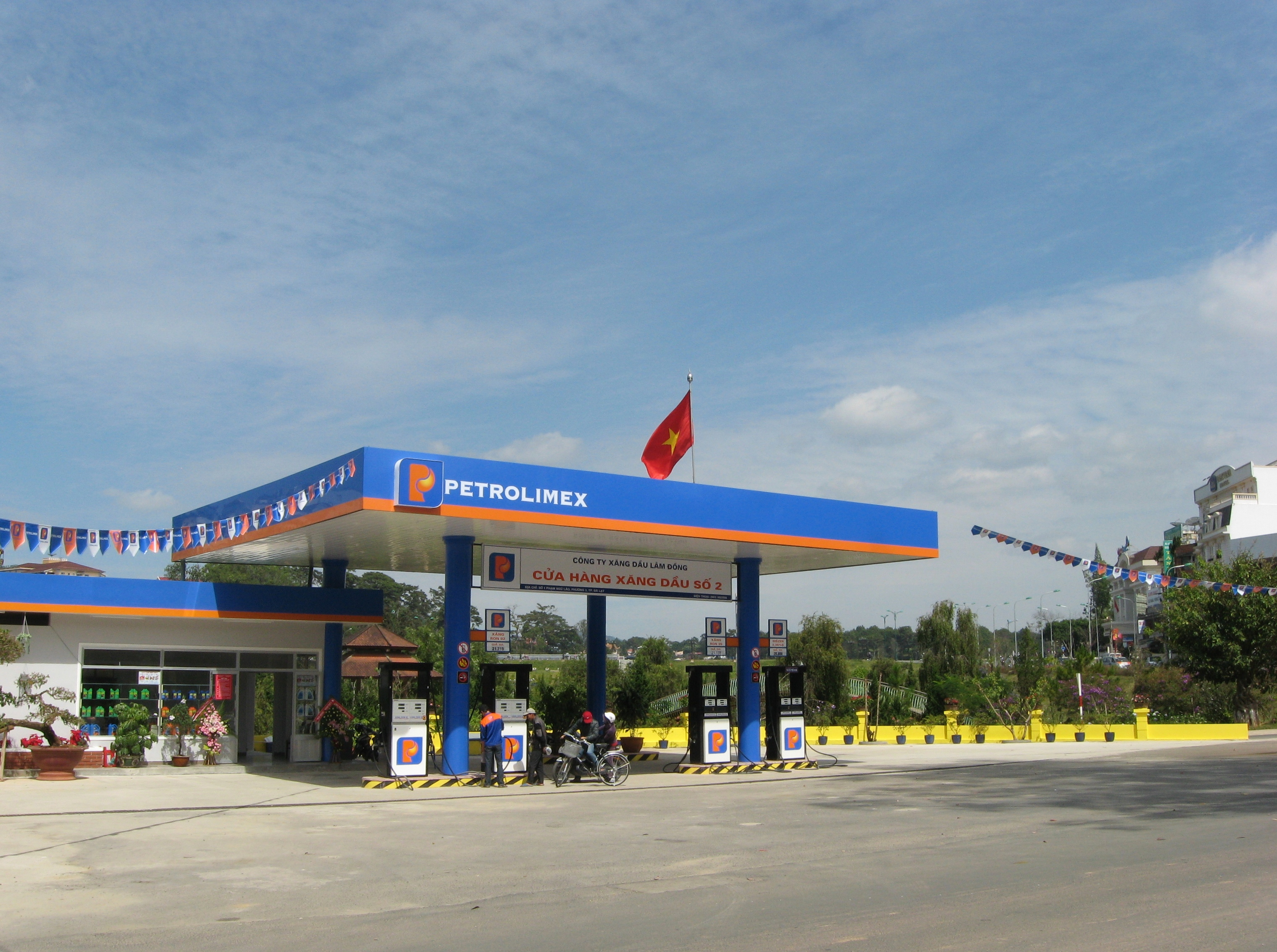
АЗС компании Petrolimex

В число крупнейших компаний Вьетнама входят:
- PetroVietnam (Vietnam Oil and Gas Group),
- Samsung Electronics Vietnam,
- Petrolimex (Vietnam National Petroleum Group),
- Vietnam Electricity (EVN), Viettel Group,
- Binh Son Refining and Petrochemical Company (BSR),
- Vietnam Posts and Telecommunications Group (VNPT),
- PetroVietnam Oil Corporation (PV Oil),
- Vinacomin (Vietnam National Coal and Mineral Industries Group),
- Vietnam Bank for Agriculture and Rural Development (Agribank),
- Vietsovpetro,
- Vietnam Airlines,
- PetroVietnam Gas (PV Gas),
- PetroVietnam Exploration Production Corporation (PVEP),
- Honda Vietnam,
- EVN SPC (EVN Southern Power Corporation),
- Bank for Investment and Development of Vietnam (BIDV),
- Vietinbank (Vietnam Commercial Bank for Industry and Trade),
- EVN NPC (EVN Northern Power Corporation),
- Doji Gold and Gems Group.

В число крупнейших частных вьетнамских компаний входят Saigon Jewelry Company, Asia Commercial Bank, FPT Group (Corporation for Financing and Promoting Technology), Vinamilk (Vietnam Dairy Products Joint Stock Company), Vietnam Technological and Commercial Bank, Saigon Thuong Tin Commercial Bank, Vietnam Export Import Commercial Bank, Phu Nhuan Jewelry Company, Hoa Phat Group и Maritime Commercial Bank.
Также в число крупнейших компаний Вьетнама входят Tan Tao Group, PetroVietnam Insurance, Hau Giang Pharmaceutical, PetroVietnam Fertilizer and Chemicals, Dong Phu Rubber, PetroVietnam Drilling & Well Services, Vinashin Petroleum Investment Transport.

### Внешнеэкономические связи
Вьетнам экспортирует сырую нефть, морепродукты, рис, кофе, каучук, чай, одежду и обувь (214 млрд долл. в 2017). Основные покупатели: США — 20,1 %, Китай — 14,5 %, Япония — 8 %, Южная Корея — 7 %.
Вьетнам импортирует промышленную продукцию, нефтепродукты, удобрения, зерно, хлопок, цемент, мотоциклы (211,1 млрд долл. в 2017). Основные поставщики: Китай — 25,8 %, Южная Корея — 20,5 %, Япония — 7,8 %, Таиланд — 4,9 %.
В прошлом СССР и Вьетнам тесно сотрудничали в разных областях: сельское хозяйство, нефтедобыча, строительство и науки, не говоря уже о военно-технической отрасли. Сейчас многие проекты закрыты, но по-прежнему работает совместное нефтедобывающее предприятие «Вьетсовпетро» в городе Вунгтау и Центр тропических исследований РАН в Ханое (с отделениями в Хошимине и Нячанге). Продолжается сотрудничество в области энергетики с российским холдингом Силовые машины. Всего в стране числится 64 проекта с участием российского капитала на сумму 390,3 млн долларов (без учёта «Вьетсовпетро»).
В 2008 году компания «Вымпелком», совместно с «GTEL Corporation», основала вьетнамско-российскую компанию «GTel Mobile JSC» с долей акций 49 %. C августа 2009 года по сентябрь 2012 года GTel Mobile осуществляла услуги сотовой связи под брендом «Beeline VN» в трёх крупнейших городах страны — Ханое, Хошимине и Дананге. В апреле 2012 г., из-за неудач и разногласий с вьетнамскими держателями акций, «Вымпелком» покинул рынок страны, передав все свои акции вьетнамской стороне.
Долгое время экономическому росту Вьетнама мешало американское эмбарго и чрезмерная опека советского государства — зарубежный капитал в стране не приветствовался. В декабре 1988 года вьетнамское правительство приняло закон об иностранных инвестициях, которым гарантировало компаниям из других государств, что их имущество и прибыль не будут национализированы. Во Вьетнам потянулись сначала компании из стран Азиатско-Тихоокеанского региона — в первую очередь, Южная Корея и Австралия — а потом и многие другие. В 1997 году парламент Вьетнама разрешил всем провинциям и округам самостоятельно совершать внешнеторговые операции. С 11 января 2007 года Вьетнам стал 150-м членом Всемирной торговой организации (ВТО).

#### Иностранные инвестиции
В последние годы многие иностранные компании, особенно работающие в сфере бытовой электроники и высоких технологий, переносят свои производственные и научно-исследовательские мощности из соседнего Китая во Вьетнам. Главными причинами этого являются более дешёвая рабочая сила, налоговые льготы и близость к уже действующим заводам и логистическим центрам в Китае, Корее и Японии. Среди крупнейших инвесторов — Samsung (производство смартфонов), LG Electronics (производство телевизоров), Nokia (производство мобильных телефонов), Panasonic (производство бытовой электроники), Intel (производство микросхем), Fuji Xerox (производство принтеров).

## Социальная сфера
Во Вьетнаме высок уровень бедности. В 2006 году уровень бедности был установлен в городе в эквиваленте 0,54 долларов в сутки на душу населения, в сельской местности — 0,42 доллара. Позднее эти показатели индексировались на уровень инфляции. Для борьбы с бедностью был принят ряд государственных программ. Правительственная программа № 135 для развития горных и отдалённых территорий (утверждена в 1998 году): провинциальным банкам выделен 21 трлн донгов. Банки же предоставили льготные кредиты 2 362 общинам в 22 провинциях. После реализации программы № 135 доля населения, живущего в крайней нищете, снизилась с 37,4 % в 1998 году до 12,6 % в 2011 году.

### Проблема социального неравенства
Вьетнам отличается довольно высоким уровнем неравенства в доходах. Причём разрыв в целом растёт. В 2002 году в целом по стране доходы верхней 20 % группы превышали доходы нижней 20 % группы в 8,1 раз, а в 2010 году уже в 9,2 раза.

### Пенсии и социальные пособия
В стране насчитывается, по официальным данным, 3,5—5 млн инвалидов, средний размер государственной пенсии которых составлял в 2007—2008 годах 3—10 долларов в зависимости от того, где и кем за ними осуществлялся уход.

### Здравоохранение
В конце 1990-х годов всеобщим бесплатным медицинским страхованием было охвачено 6 млн человек, или 8—9 % населения Вьетнама. Почти в каждом сельском пункте есть медицинские работники. В 2008 году началась реформа здравоохранения, в результате которой в 2010 году доля населения, охваченного обязательным медицинским страхованием, выросла до 62 %.

## Транспорт и связь

### Водный транспорт
Огромную роль в транспортных перевозках играет водный транспорт — 5 149 км судоходных рек и каналов, свыше 3 тыс. км. морского побережья и обширная озёрная сеть обслуживаются тысячами каботажных судов, частных катеров и лодок. В большинстве случаев стоимость поездки необходимо согласовывать непосредственно с капитаном или владельцем судна.

### Автомобильный транспорт
Сухопутные автодороги Вьетнама имеют протяжённость в около 93,3 тыс. км.

### Железнодорожный транспорт
Общая протяжённость железных дорог страны около 2,6 тыс. км. по большей части все они узкоколейные, обслуживаются государственной компанией «Вьетнамские железные дороги». Наиболее плотная сеть железных дорог связывает север и юг страны по побережью с отдельной веткой на Пекин. Большинство рейсов отправляются два раза в неделю. Составы довольно старые, двигаются медленно, с частыми остановками, но более просторны и безопасны по сравнению с автобусами. Существует несколько типов вагонов — сидячие жёсткие, сидячие мягкие, жёсткие спальные, мягкие спальные и спальные с кондиционером. Уровень сервиса улучшается в зависимости от класса — мягкие спальные вагоны вполне современны и располагаются в вагонах европейского образца.

### Авиакомпании Вьетнама
Во Вьетнаме работает 20 гражданских аэропортов, включая международные: Ханой, Дананг и Таншоннят в Хошимине. Таншоннят — крупнейший в стране аэропорт, через который проходит большинство пассажиров международных рейсов. По госплану, в 2015 году во Вьетнаме откроется ещё семь международных аэропортов: Винь, Хюэ, Камрань, Фукуок, Хайфон Катби, Кантхо и Лонгтхань. Последний должен принимать 100 млн пассажиров ежегодно, начиная с 2025 года, когда он будет полностью введён в эксплуатацию.
В 2012 году государственный авиаперевозчик Vietnam Airlines имел флот в 86 пассажирских самолётов и планировал расширить его до 170 к 2020 году. Кроме того, в стране работает несколько частных авиакомпаний, включая Air Mekong, Bamboo Airways, Jetstar Pacific Airlines, VASCO и VietJet Air.
Аэропортовый сбор взимается со всех пассажиров. На международные рейсы он составляет от 12 долларов (при вылете из аэропортов Хошимина и Ханоя) до 8 долларов (из Дананга), на внутренние — 20 тыс. донг (из аэропортов центральных городов) и 10 тыс. донг (из провинциальных).

## Культура и общество

### История и общая характеристика
На формирование вьетнамской культуры сильное влияние оказали крупнейшие религиозно-философские учения Востока — буддизм и конфуцианство — вместе с которыми в страну попали и соответствующие художественные традиции Индии и Китая. При этом в некоторые периоды истории китайская культура во Вьетнаме насаждалась насильственно, что особенно заметно проявилось в I и VII вв.
Кроме того, несмотря на иностранное влияние, в деревенской среде сложилась национальная культурная традиция — динь-ланг. В неё входили религиозные представления, сложные обряды и ритуалы, культовая архитектура и скульптура, народная картина. Причём многие из видов традиционного искусства, хотя и претерпели некоторые изменения, сохранились в наши дни.
Наиболее высоким достижением вьетнамского искусства периода древности являются знаменитые бронзовые изделия из Северного Вьетнама, относящиеся к культуре Донгшон (IX—VIII вв. до н. э. — I—II вв. н. э.), которые были найдены там в конце XVII века. Среди этих бронзовых находок были орудия труда, ювелирные украшения, предметы бытовой утвари, а также широко известные бронзовые барабаны, использовавшиеся во время земледельческих обрядов.
В эпоху китайской экспансии I—X вв. происходит знакомство вьетнамцев с более высокой технологией гончарного дела — теперь из глины изготавливаются глазурованные фаянсовые изделия: чаши, лампы, курильницы, цветная черепица. В III веке начинается производство бумаги из коры и листьев алойного дерева и морских водорослей. Распространение получает искусство художественных лаков. Получает дальнейшее развитие ткачество из джута, льна, бамбуковых волокон. Высокого уровня в VIII—X вв. достигает искусство изготовления шёлковых тканей.
В XI—XII вв. буддизм, ставший государственной религией, оказывает сильное влияние на различные сферы жизни Вьетнама. Небывалого размаха достигает строительство храмов, пагод и монастырей. Однако постройки того периода практически не сохранились, представления о них можно составить лишь по данным раскопок и надписям на памятных стелах. Непременным атрибутом храмового декора были изображения дракона, который входил в число четырёх священных животных, наравне с фениксом, единорогом и черепахой. Дракон считался предком-покровителем вьетнамцев и почитался как хозяин стихии воды.
Мотив четырёх священных животных, к которым иногда добавляются ещё четыре священных животных — рыба, летучая мышь, мифический журавль и тигр — наиболее распространён в декоративном искусстве Вьетнама. Другими распространёнными элементами являются «восемь драгоценных предметов», символизирующие богатство и образованность — плод тыквы, наконечник кисточки, веер из листьев смоковницы, флейта, корзина цветов, меч, гонг, веник из перьев; «восемь плодов» — персик, гранат, слива, груша, плод «рука Будды», виноград, калебаса, круглая тыква; «четыре растения» — цветок персика, хризантемы, бамбук, орхидея; «четыре времени года».
XI—XIV вв. стали периодом значительного развития производства керамики, которая по цвету поливы делилась на два вида: «гом мен нгок» — с глазурью цвета нефрита, и «гом мен нга» — с глазурью цвета слоновой кости. В конце XIX века получает распространение народная картина. Эти картины выполнялись во многих деревнях и ввиду невысокой цены могли быть приобретены любым крестьянином. Тематика изображений могла быть религиозной, поздравительной, охранительной, исторической, литературной или сатирической.
В период французской колонизации народ Вьетнама получает возможность приобщения к европейской культуре. В стране открывается сеть профессиональных училищ, основывается Высшая школа изящных искусств. Вьетнамцы открывают для себя новый вид изобразительного искусства — станковую живопись. В XX веке традиционные живописные техники получают новое осмысление — появляется станковая живопись на шёлке и лаковая станковая живопись.

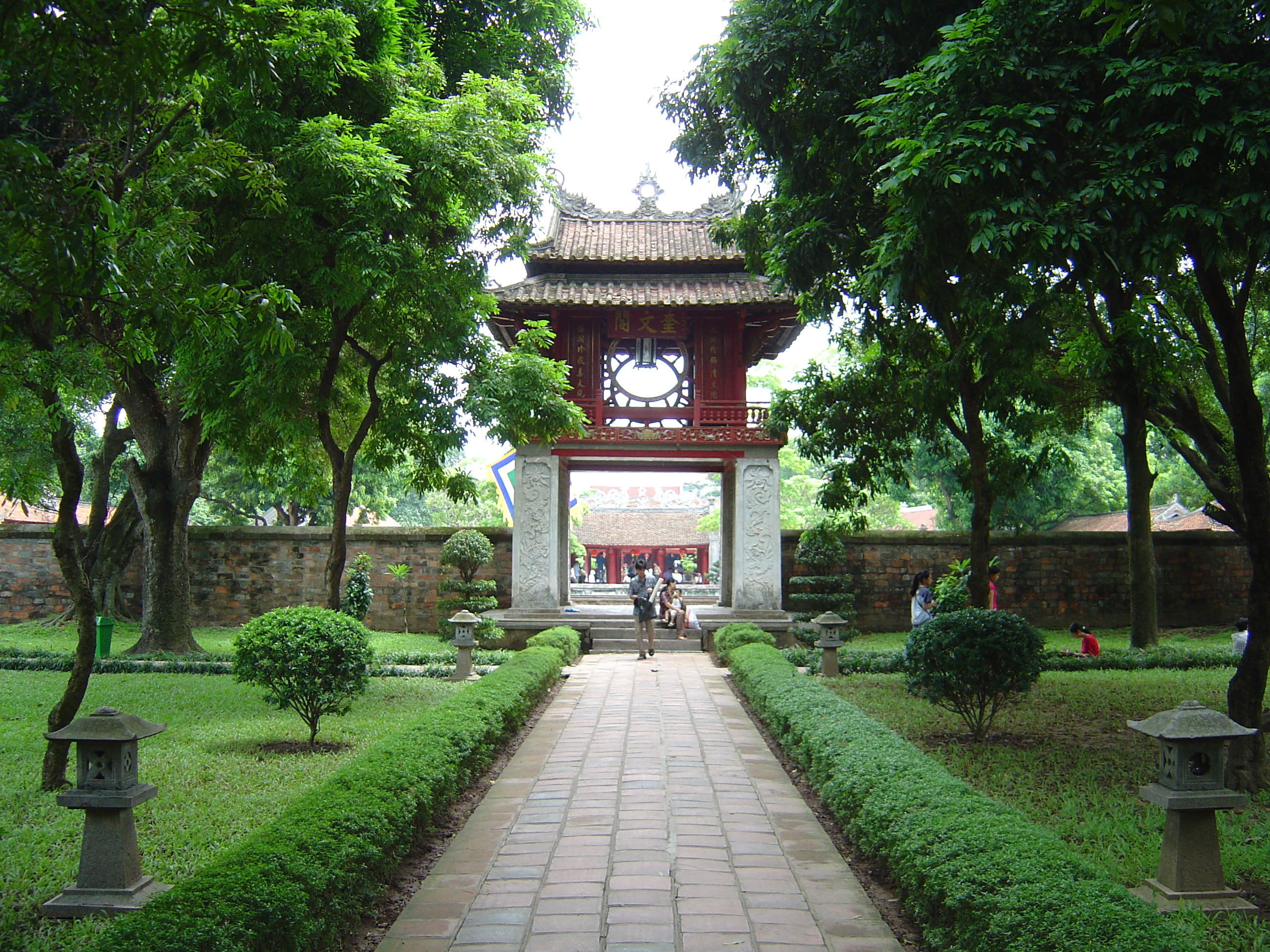
Храм литературы в Ханое
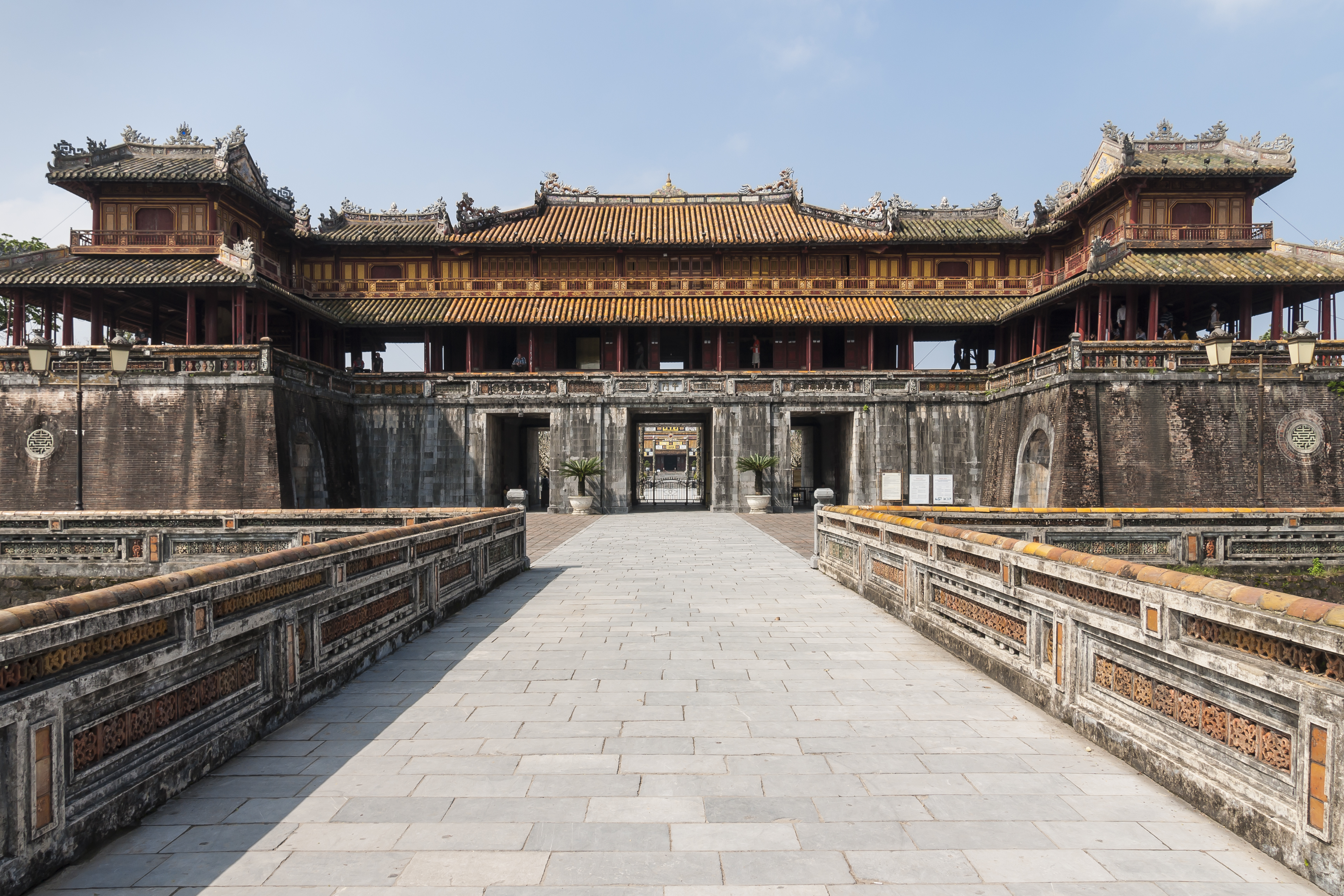
Имперская цитадель в Хюэ
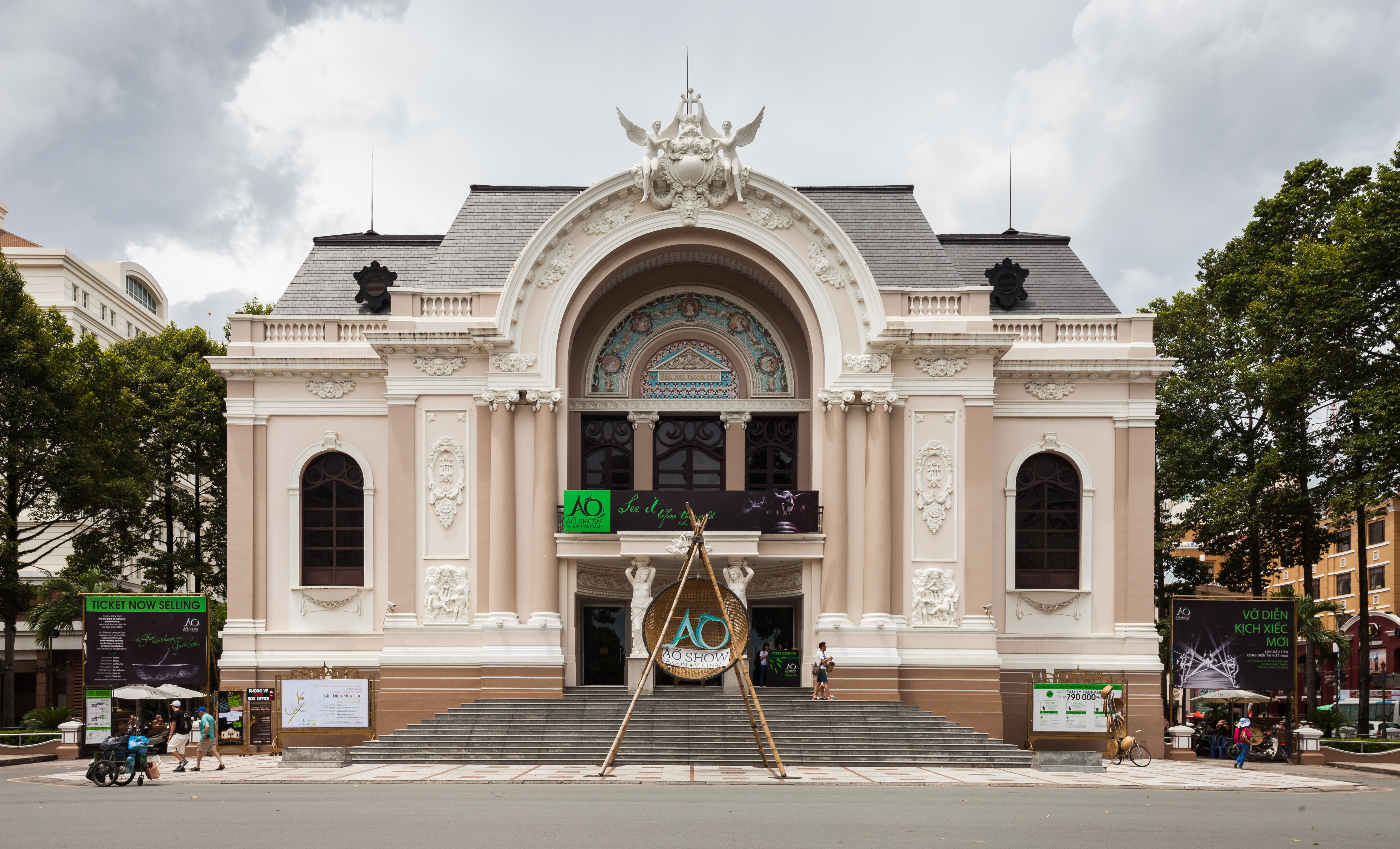
Сайгонский дом оперы
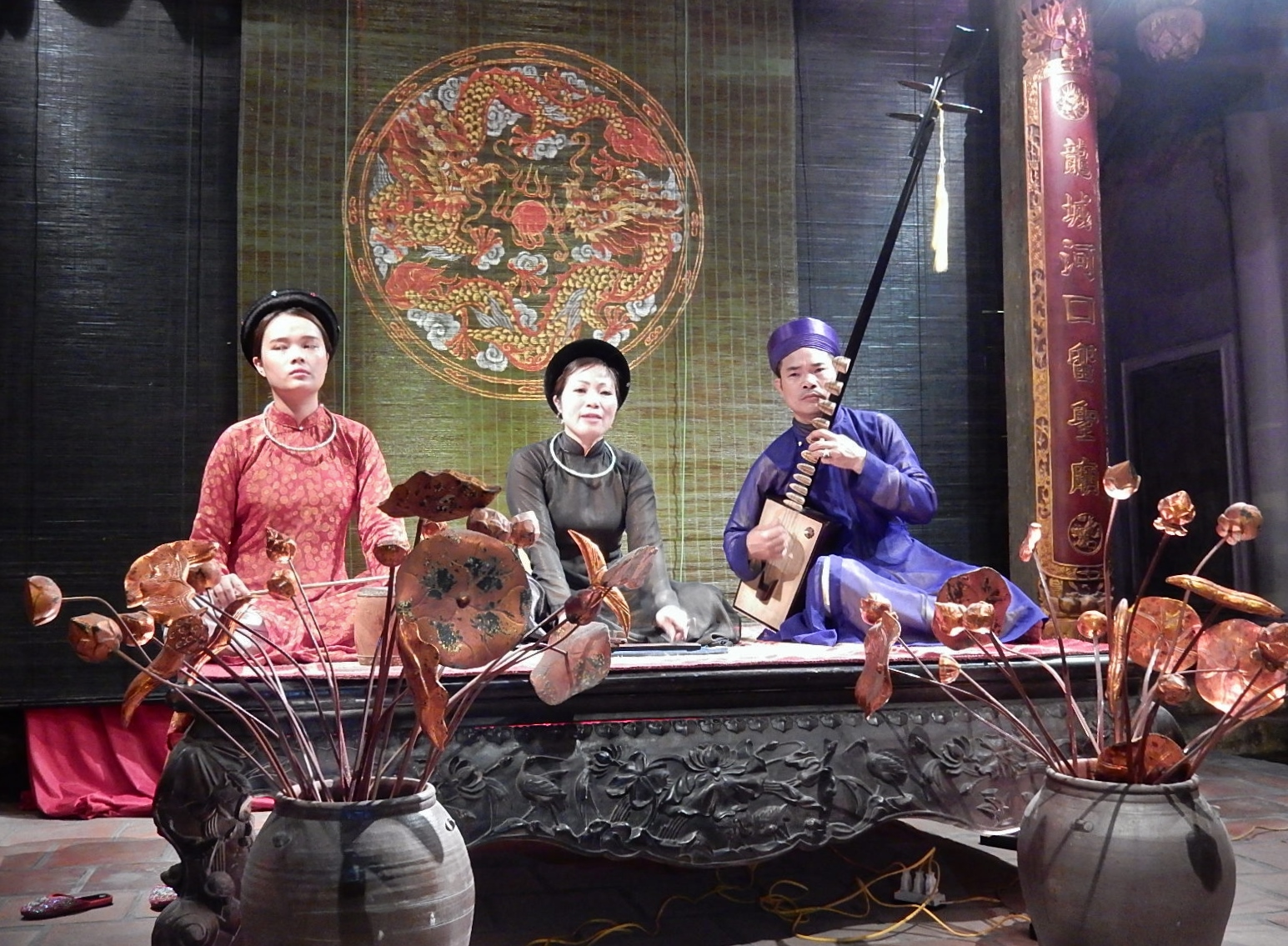
Вьетнамские музыканты
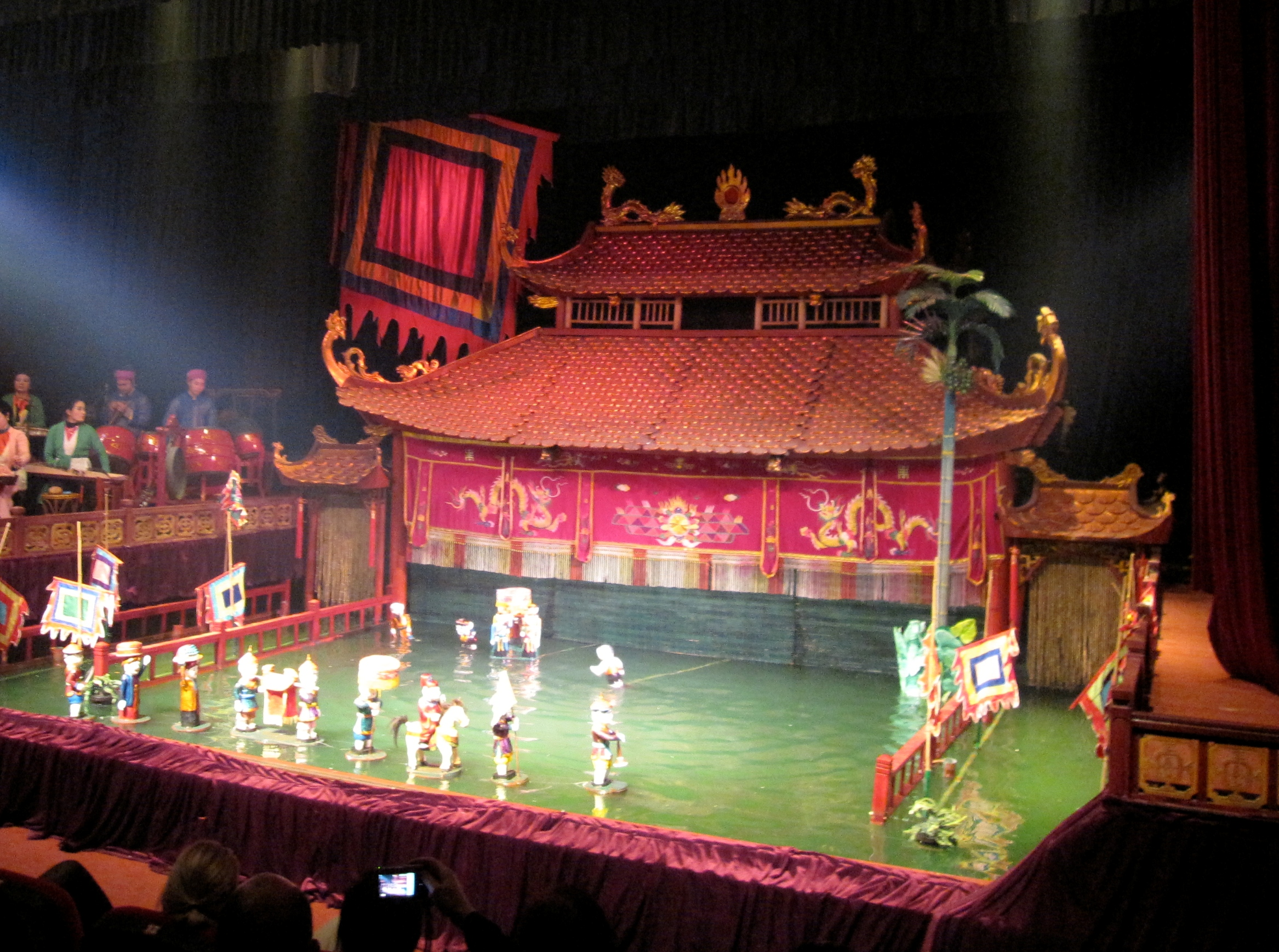
Водный кукольный театр
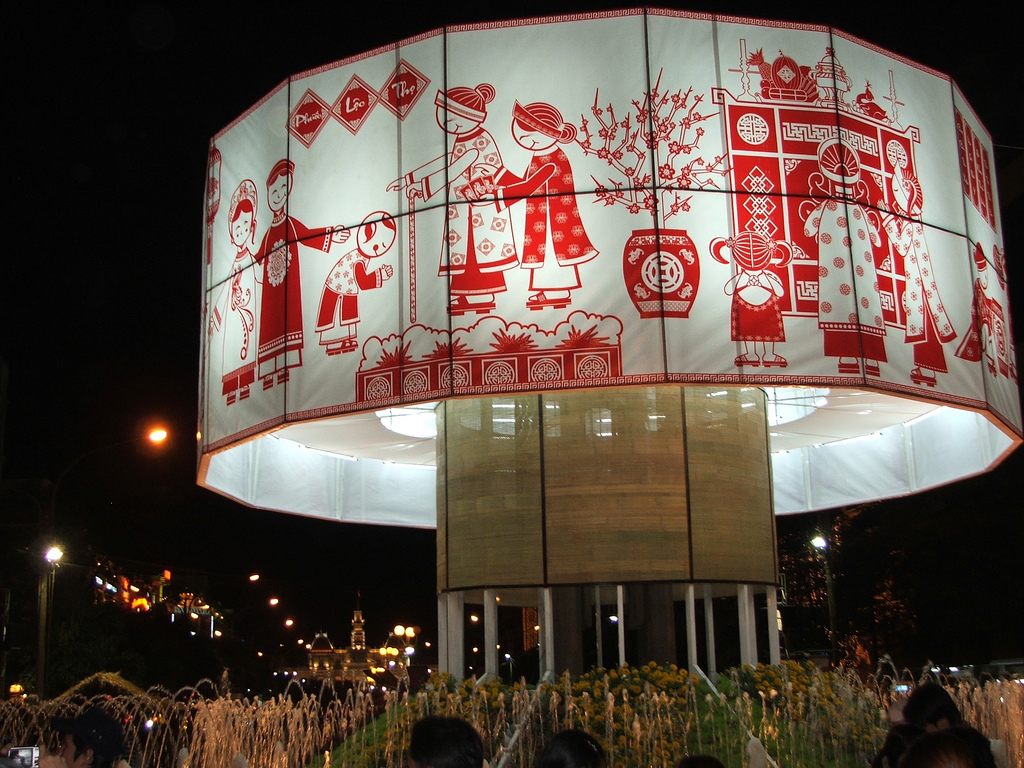
Декорации во время праздника

### Государственные праздники и символика
Государственные праздники (выходные):
- Тет (Новый год) — неделя выходных в январе или феврале (отмечается по лунно-солнечному календарю, соответственно у праздника нет фиксированной даты);
- День основания Коммунистической партии Вьетнама — 3 февраля;
- День поминовения королей Хунгов — обычно отмечается в апреле (отмечается по лунно-солнечному календарю, соответственно у праздника нет фиксированной даты);
- 30 апреля — День освобождения Южного Вьетнама;
- 1 мая — День трудящихся;
- 2 сентября — День независимости (от Франции с 1945 года).

### Изобразительное искусство
Живопись XV—XVIII веков — это храмовые росписи, свитки на шёлке и бумаге. Распространение получают культовая живопись, пейзажи и лубок, основными центрами изготовления которого были Ханой и Донгхо в его окрестностях. В качестве сюжета лубков использовались легенды, литературные произведения, большую известность снискали новогодние картинка: донгхо, кимхоанг и хангчонг. В XX веке в результате соединения национальных и европейских традиций появились лаковая живопись и станковая живопись на шёлке. Основоположником последней является Нгуен Фан Тянь.

### Архитектура
В Северном Вьетнаме в архитектуре 1 тыс. н. э. отразилось влияние китайской традиции, например, курганы с клинчатым сводом или каменные изваяния животных. В центральном Вьетнаме ощущается воздействие индийских традиций: типичным культовым сооружением Тямпы является калан — кирпичное здание в виде башни, стоящее на высоком цоколе и завершающееся ступенчатым навершием. В оформлении фасадов зданий использовались скульптурные изображения божеств индуистского пантеона.
Расцвет архитектуры Северного Вьетнама связан со становлением централизованного государства Дайвьет. По всей стране возводятся буддийские храмы и монастыри. Для них характерна симметричность плана и использование дерева как основного материала. Планировка Храма Литературы и использованные при его строительстве архитектурные приёмы свидетельствуют о китайском влиянии. Храм Пагода на одном столбе служит примером камерности и изысканной декоративности в культовой архитектуре Вьетнама.
Архитектура XIII—XVIII вв. представлена храмами различных религий, мавзолеями сановников, крытыми мостами и рынками. Среди наиболее значимых храмово-монастырских сооружений комплексы Бут-Тхап и Тэй-Фыонг (XIII—XIV вв., перестроены в XVII—XVIII вв.).

### Музыка
Сохранились памятники бакшонской культуры — наборы литофонов, культуры Донгшон — бронзовые барабаны. Традиционная музыка находилась под влиянием Китая, а также унаследовала культуру государства Тямпы. В XI—XIII веках складываются музыкальные театральные формы — театр туонг. В XIII—XVIII веках придворная музыка, включавшая дайняк — «великую музыку» и няняк — «изящную музыку», представляла собой оркестровые композиции, гимны, танцевальную музыку. Музыка испытала влияние чань-буддизма. Народы вьетнама имеют свои традиции и инструменты — варганы, ксилофоны, гонги, земляные цитры, разновидности струнных. С конца XIX века музыка испытывает европейское влияние. В 1920-х годах возникает музыкальный театр кайлыонг. В 1930-х годах появляются массовые песни, в 1940-х — джаз. В 1950-х создаётся национальная композиторская школа, перенимаются европейские жанры оперы, симфонии и т. д. В 1970—1980-х годах многие музыканты обучались в СССР.

### Театр
Традиционное театральное искусство Вьетнама составляют музыкально-драматические жанры туонг и тео.
Театр туонг, в основе которого лежит культ предков, возник как придворное развлечение в XI—XIII вв. на севере Вьетнама. Он развивался под китайским влиянием. Из Китая заимствовались грим и костюмы. Действие не делилось на акты. Важными были жесты, интонации, костюмы. Декорации не использовались. В репертуаре преобладали пьесы о событиях вьетнамской истории и переработки китайских сюжетов. В XIX по заказу императорского двора драматург Тан Да создаёт ряд произведений в жанре туонг.
Тео — это импровизированный народный театр. Происходит от ежегодных празднований в честь сбора урожая риса. Включает народную музыку, танцы, хоровое пение. Пьесы часто имели сатирическую направленность, обличая пороки высших сословий. Наибольшую популярность приобрёл драматург Нгуен Динь Нги (первая половина XX века). Он создал более 50 исторических, комедийных и сатирических пьес.
В XX веке тоуонг и тео постепенно вытесняет кайлыонг — музыкальный театр, опиравшийся на искусство бродячих певцов. Здесь использовались современные народные мелодии, декорации, занавес, световые эффекты, деление на акты. Этот жанр популяризировал поэт Тхе Лы.
Китьной — современный «разговорный» или драматический театр. В годы войны 1946—1954 гг. кайлыонг и китьной были наиболее популярными жанрами. Во Вьетнаме есть также кукольный театр на воде.
В XXI веке с развитием телевидения и кино традиционные театральные жанры приходят в упадок. Из-за сокращения бюджетных средств некоторые театры были расформированы, появились частные театры-студии и антрепризы.

### Танцы
Существует четыре разновидности традиционного танца Вьетнама: народный, религиозный, придворный и театральный. Народные танцы проходят под звуки барабанов, трещоток и пение. Существуют танец плуга, танец гребцов, танец живых шахматных фигур, новогодний танец единорога, танец мольбы о дожде. Другой вид танцев исполняется членами религиозных сообществ, например, танец колдуна с ароматическими палочками. Или танец муа бонг и муа чао, исполняемый женщинами-шаманами. Также танец шести подношений, исполняемый буддийскими монахами. Танцы были распространены при дворах императоров, например, имеющий китайские корни танец Бат дат исполнялся 128 танцовщиками, танец три звезды, танец четырёх легендарных животных (дракона, единорога, феникса и черепахи), танец женщин-воительниц. Танцы, связанные с театром туонг и тео имеют глубокую проработку формы, каждое движение или жест отражают эмоциональное состояние персонажа.
В 1920-е годы широко распространились хореографические миниатюры. В 1961 году были поставлены первые многоактные балетные спектакли. Артистов балета обучали в социалистических странах.

### Кинематограф
Первым игровым фильмом, снятым на вьетнамской территории Французского Индокитая, считается фильм «Ким, Ван и Киеу» 1923 года, по сюжету классического романа Нгуен Зу. В 1920—1940 годы под руководством французских и китайских кинематографистов там также снимаются некоторые немые и звуковые кинофильмы, такие как «Госпожа Же» (1929, реж. Ж. Спеш), «Долина призраков» (1938, реж. — Чан Фи), «Вечер на реке Меконг» (1940, реж. — А. Зау) и др.
После провозглашения ДРВ в 1945 году, начало развиваться полуподпольное документальное кино, например, фильмы о борьбе против французского колониализма, строительстве каналов, борьбе с засухой.
В 1954 году, после ухода французов, Вьетнам был разделён на Северный и Южный. Первые вьетнамские кинематографисты обучались во Франции или в СССР. В Южном Вьетнаме в это время снимаются коммерчески ориентированные, либо пропагандистские антикоммунистические фильмы, обработка и монтаж которых производятся за границей. В 1956 году совместно с Филиппинами был снят знаменитый южновьетнамский антикоммунистический фильм «Мы хотим жить» (реж. — Винь Ноан и Мануэль Конде). В Северном Вьетнаме первая киностудия создаётся в 1956 году. В 1959 году вышла первая в ДРВ игровая лента «На берегах одной реки» (реж. — Фам Хиеу Зан и Нгуен Хонг Нги). В 1960-х годах в северовьетнамском кино развиваются темы социалистического строительства на севере Вьетнама, освободительной борьбы.
В 1975 году, после победы коммунистов, Северный и Южный Вьетнам вновь были объединены. В 1970—1980-х годах основными темами кино являлись героизм армии и народа и строительство социалистического общества.
На рубеже XX—XXI вв. вьетнамские режиссёры стремились отойти от идеологических клише и пропаганды, характерным становится поиск новых форм. Широкое распространение получили совместные съёмки фильмов с участием бывших эмигрантов — кинематографистов вьетнамской диаспоры.
Во Вьетнаме подготовка специалистов для киноиндустрии осуществляется в Государственном институте театра и кино Вьетнама. С 1970 года во Вьетнаме регулярно проводится национальный Вьетнамский кинофестиваль.
С 2003 года в США регулярно проводится международный кинофестиваль кинематографистов вьетнамской диаспоры Международный вьетнамский кинофестиваль «Вьетфильмфест», в котором также активное участие принимают и кинематографисты Вьетнама.

### Обычаи и быт
Во Вьетнаме активно практиковалось многожёнство в течение многих веков вплоть до его запрета коммунистической партией Вьетнама в 1959 году. Однако после войны во Вьетнаме (1957—1975) нелегальное многожёнство, вызванное гендерным дисбалансом, образовавшимся в результате гибели большого количества мужчин во время этой войны, осталось достаточно распространённым явлением.

### Печатные СМИ

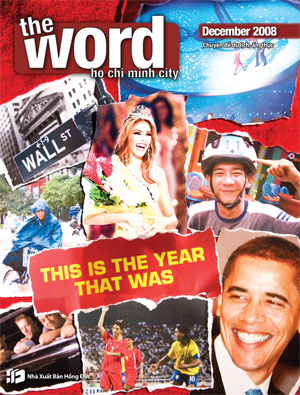
Обложка вьетнамского журнала «The Word Ho Chi Minh City»

## Средства массовой информации

### Радио и телевидение
- VTV1 — общий Канал новостей и политики;
- VTV2 — Канал культуры, жизни, науки и просвещения;
- VTV3 — Канал музыки, информации и развлечений;
- VTV4 — Канал для иностранных резидентов;
- VTV5 — Канал иновещания, а также Автоканал;
- VTV6
- VOVGT-Ha Noi
- VOVGT-TP.HCM
- VOVTV

## Спорт

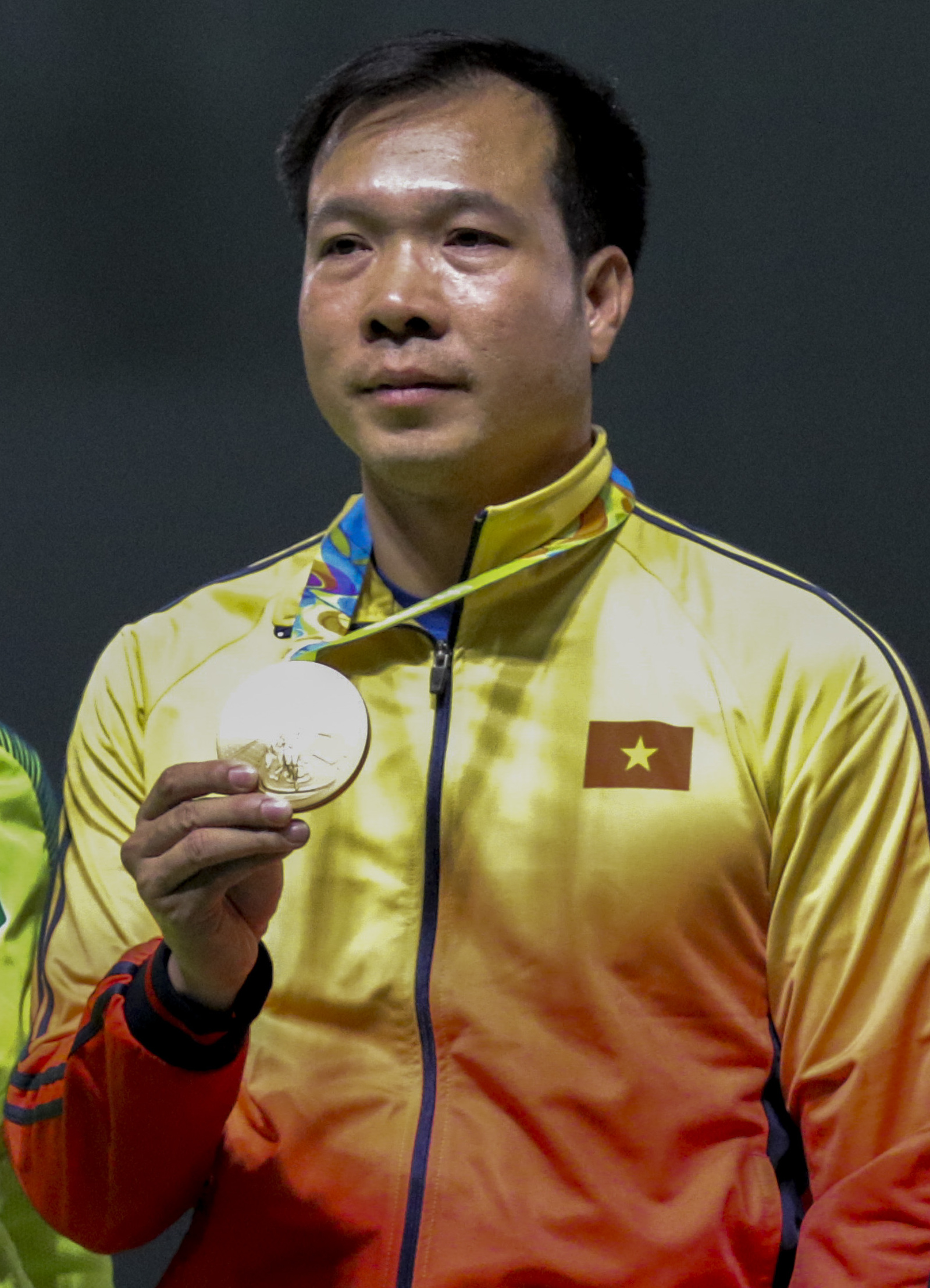
Первый и единственный олимпийский чемпион в истории Вьетнама Хоанг Суан Винь

В стране популярны такие виды спорта, как футбол, настольный теннис, шахматы, традиционные боевые искусства. Начиная с 1952 года спортсмены Вьетнама принимают участие в летних Олимпийских играх. За всю историю вьетнамцы завоевали одну золотую и три серебряные награды. Единственный в истории Вьетнама олимпийский чемпион — стрелок из пистолета Хоанг Суан Винь, победивший на Играх 2016 года. В зимних Олимпийских играх спортсмены Вьетнама пока не участвовали.
Вьетнам постоянно участвует и добивается успехов в азиатских чемпионатах и Играх Юго-Восточной Азии. На Играх 2003 года Вьетнам был страной-хозяином, и спортсмены страны завоевали первое место в общемедальном зачёте. На последних Играх 2015 года в Сингапуре (как и на Играх 2011 года в Индонезии и 2013 года в Мьянме) в общем медальном зачёте сборная Вьетнама заняла третье место.
В 2007 году страна принимала чемпионат Азии по футболу совместно с Таиландом, Индонезией и Малайзией. Команда вышла из группы, но в четвертьфинале уступила будущему триумфатору чемпионата Ираку. В 2019 году сборная Вьетнама второй раз выступила на Кубке Азии и вновь дошла до 1/4 финала, где уступила 0:1 Японии. В 2008 и 2018 годах Вьетнам побеждал на чемпионате АСЕАН по футболу.
В 2010-е годы наметился прогресс в шахматах, на шахматной олимпиаде 2018 года Вьетнам занял восьмое место. Гроссмейстер Ле Куанг Льем с 2015 года входит в топ-50 мирового рейтинга ФИДЕ. В стране популярен вариант сянци под названием ко-туонг. Также в 2012 году во Вьетнаме провели первую международную велогонку — Тур Вьетнама.